# Membres de la bande à Bonnot
Cette page présente les membres de la bande à Bonnot un groupe anarchiste et illégaliste français qui a opéré en France et en Belgique durant la Belle Époque, de 1911 à 1912.
Ce gang a utilisé une technologie de pointe, dont les automobiles et les fusils à répétition, qui n'étaient pas encore à la disposition de la police française.

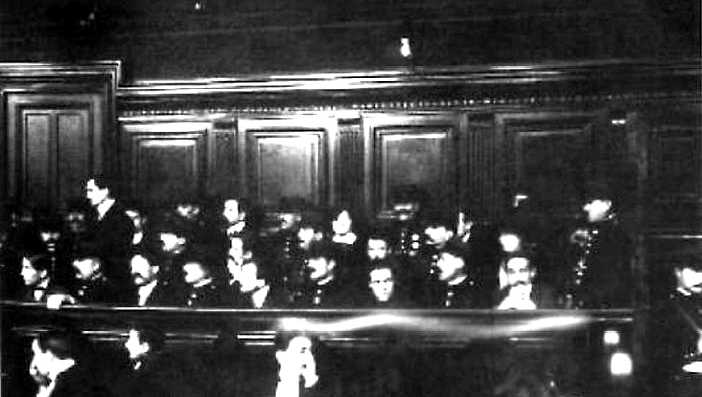
Les membres de la bande à Bonnot, lors du procès en 1913.

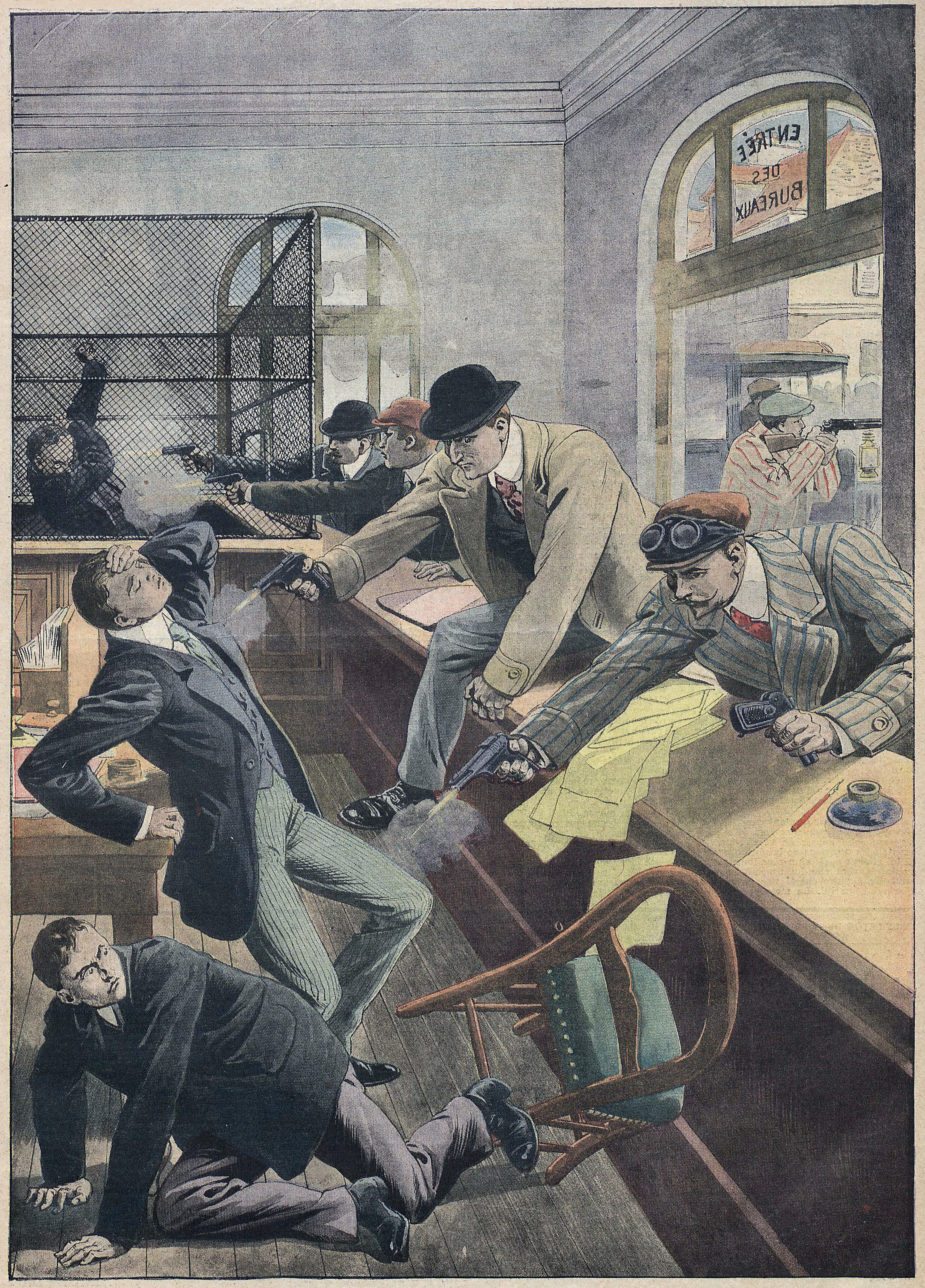
Attaque de l'agence de la Société Générale à Chantilly.

Les derniers membres en liberté de la bande à Bonnot, René Valet et Octave Garnier, traqués par la police, sont assiégés et tués à Nogent-sur-Marne,, dans le pavillon où ils s'étaient mis au vert puis retranchés, le 12 mai 1912. Sur l'ensemble de la bande, vingt-et-un membres survivants sont jugés du 3 au 27 février 1913,,.

## Membres
La Bande à Bonnot est à l'origine composée d'un groupe d'anarchistes français qui fréquentent le siège du journal L'Anarchie composé d'Octave Garnier, de Raymond Callemin et René Valet. Jules Bonnot les rejoignant en décembre 1911.

### Émile Bachelet
Pour les articles homonymes, voir Bachelet.
Fils d'Émile Bachelet, boulanger, et de Joséphine Marchand, Émile Jules Joseph Bachelet, dit Pierre Martin et René Collin, est né le 14 janvier 1888 à Corné (Maine-et-Loire), et décédé le 17 avril 1967 à Saint-Germain-des-Prés (Loiret),,.
Compagnon menuisier, il arrive à Paris en 1907 et fréquente les compagnons du tour de France de la rue Chapon, logeant au 11 rue du Chevalier-de-La-Barre. Antimilitariste, il prend une fausse identité en 1908 (Pierre Martin) pour échapper au service militaire, mais cela ne l'empêche pas d'être condamné, sous cette identité, à deux reprises pour des délits mineurs. En 1912, alors qu'il habite à Maisons-Alfort, son logement est perquisitionné dans le cadre de l'affaire Bonnot. La police y trouve un revolver, un jeu de clefs passe-partout, des lunettes d’automobiliste et des brochures anarchistes individualistes.
Le 2 septembre 1912, il est arrêté à Paris et condamné le 1er octobre pour insoumission à 10 mois de prison par le 2e conseil de guerre du gouvernement militaire de Paris. Réformé No 2, le 26 février 1913 par décision de la 3e commission spéciale de réforme de la Seine, pour « confusion mentale, insuffisance hépatorénale », il obtient la remise du restant de sa peine par décret du 25 mai 1913. Insoumis le 24 mars 1916, à nouveau arrêté le 26 mai, il obtient une ordonnance de non-lieu par le 2e conseil de guerre permanent de la Seine, qui l'avait maintenu dans sa position de réforme le 12 décembre 1914. Il est une nouvelle fois maintenu dans sa situation par le conseil de révision de la Seine à Paris, le 14 mai 1917. Il loge alors 8 rue Dugommier dans le 12e arrondissement de Paris. 
Le 10 novembre 1921, Bachelet contracte mariage, à Paris 10e, avec Marie-Louise Mouillebet ,, s'installe dans le Loiret, au moulin de Pouligny, sur la commune de Saint-Germain des-Prés, et y vit en autarcie en se consacrant à l'agriculture et l'apiculture.
En 1951, il publie ses mémoires sous le titre Trimards. Il meurt le 17 avril 1967.

### Barthélémy Baraille
Fils de Barthélémy Baraille, laboureur, et de Jeanne Salles, ménagère, Barthélémy Baraille est né à Thétieu (Landes) le 16 avril 1882  et décédé le 31 décembre 1970 au Pellerin (Loire-Atlantique).
En 1901, il s'engage dans la Marine nationale, avec laquelle il se retrouve en Indochine. En 1906, il revient en France sur le Descartes. Libéré de son engagement avec un certificat de bonne conduite, il entre en tant qu’ouvrier de la traction à la Compagnie du chemin de fer du Nord en 1907 et adhère à la CGT. Il contracte mariage à Saint-Vincent-de-Paul (Landes) le 23 avril 1908 avec Célestine Hontarrède, couturière.
En 1910, il est licencié après la grève de la thune, première grande grève des cheminots français. Le couple déménage alors à Rambouillet, où Baraille trouve un emploi de colleur d’affiches, puis il déménage à Berck-sur-Mer où Baraille devient lampiste à la compagnie du chemin de fer locale, tandis que sa femme occupe le poste de garde-barrière.
Du 23 au 30 mars 1912, le couple héberge André Soudy qui est arrêté par la police après un renseignement fourni par un indicateur, alors qu’il s’apprêtait à quitter Berck. Durant la perquisition, la police saisit à la poste une importante correspondance adressée à Soudy sous divers noms d'emprunt. Arrêté également, Baraille ne sera finalement pas inculpé dans le procès de la bande à Bonnot.
En 1914, arrêté le jour de la mobilisation, il est incarcéré durant quarante jours, puis de nouveau arrêté pour la distribution de tracts de la Ligue des droits de l'homme, trois mois après sa libération, et interné durant quarante-cinq jours à Sablé-sur-Sarthe. Interdit de séjour dans le Pas-de-Calais, il rejoint Nantes en mars 1915 et se fait embaucher à la fonderie d'Indret. Il loge alors à La Plaine-sur-Mer.
Après la guerre, il milite pour le ralliement de la SFIO (Section française de l'Internationale ouvrière) à la IIIe Internationale, et devient un militant du Parti communiste en Loire-Inférieure jusqu'à la fin de ses jours. En mai 1919, il est arrêté pour distribution de brochures interdites par la censure, propagande bolcheviste et excitation à la révolte des soldats de l'armée russe en France, et mis au secret à la prison militaire de Nantes dont il sera libéré au bout de cinquante jours grâce à l’intervention de l'avocat parisien Henry Torrès, membre du comité de la IIIe Internationale.
En 1941, considéré comme un militant communiste dangereux, il est arrêté et interné au camp de Châteaubriant. En 1945, il est élu au conseil municipal de Saint-Jean-de-Boiseau. Il meurt le 31 décembre 1970 au Pellerin.

### David Bélonie
Enfant naturel de Marie Bélonie, couturière, David Bélonie est né le 7 juin 1885 à Gignac (Lot), reconnu par sa mère le 27 juin 1885, et décédé à Poissy, le 22 janvier 1915,.
Après le certificat d’études et la mort de sa mère, il est placé comme domestique de ferme à Nespouls et monte en 1900 à Paris, où il est hébergé par une tante. Sachant lire, écrire, compter, il travaille comme garçon de laboratoire, puis préparateur en pharmacie. En 1905, insoumis, il quitte Paris pour Genève, où il fait connaissance d'Armand Guerra et Jules Bonnot. Considéré comme anarchiste mais aussi faux-monnayeur, voleur et souteneur, il est expulsé de Suisse. Il rejoint alors la Belgique, où il est arrêté pour vagabondage et usage de fausse identité, puis expulsé en France où il est à nouveau arrêté par la gendarmerie, à Quiévrechain, le 20 novembre 1907. Le 24 décembre, il est condamné à 6 mois de prison pour insoumission par le conseil de guerre permanent, condamnation confirmée par la cour de cassation le 16 janvier 1908. Le 20 mai 1908, il est dirigé sur le 109e régiment d'infanterie à Chaumont, où il effectue finalement ses obligations militaires, avant de passer dans la réserve de l’armée active le 17 mars 1910 avec un certificat de bonne conduite.
Il est arrêté le 11 mars 1912 à Rouen pour complicité de vol par recel (motif : détention des titres pris sur le garçon de recettes de la rue Ordener lors du premier braquage avec utilisation d'une automobile). Inculpé d’homicide volontaire, vol et complicité, il est finalement condamné par la Cour d'assises de la Seine, le 28 février 1913, pour complicité avec circonstances atténuantes, à quatre ans de prison, où il meurt, au 19 rue de l'Abbaye à Poissy (Maison centrale de Poissy), le 22 janvier 1915

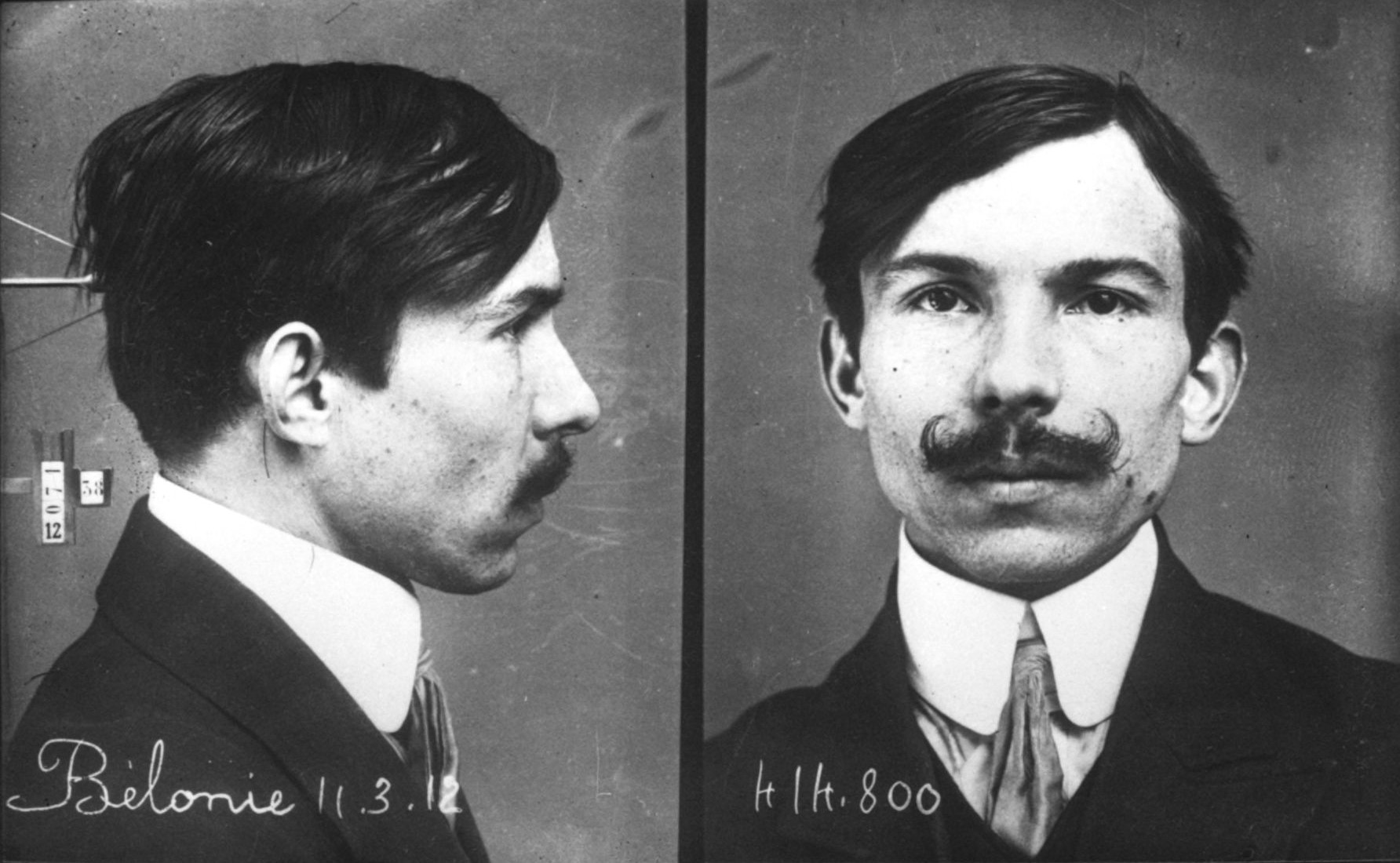
Photographie anthropométrique de David Bélonie.

### Kléber Bénard
Fils de Louis Bénard, marchand de vin, et de Marie Parly, ouvrière en robes, Kléber Hoche Lodi Bénard est né le 22 septembre 1891 à Cézy (Yonne) et décédé le 12 octobre 1918, (le lieu n'est pas indiqué mais il s'agit sûrement du lieu de son incarcération).
En 1906, Kléber Bénard est ouvrier boucher à Sens. En 1911, il vit à Paris, au 17 rue Gît-le-Cœur, où il exerce la profession de naturaliste. Ami de Jean-Marcel Poyer, ils se prétendent frères en prenant les identités de « Robert et Philibert Bontemps », et partagent la même chambre à l’hôtel du Compas d'Or, situé 72 rue Montorgueil. Il est interpellé le 20 juin 1912 à Livry-Gargan alors qu’il s’exerçait à tirer avec un browning en compagnie de deux autres anarchistes. Lors de la perquisition, la police trouve chez lui des brochures anarchistes, des lettres écrites par des anarchistes bruxellois et des armes provenant d’un hold-up commis dans une armurerie. En février 1913, inculpé d'association de malfaiteurs et recel d'armes volées, il est jugé en compagnie des survivants de la « bande à Bonnot » et condamné à six ans de réclusion et cinq ans d'interdiction de séjour. Il est incarcéré en mai 1913, comme précisé dans la presse locale de l'époque, à la prison de Thouars (Deux-Sèvres).
Selon les registres matricules du recrutement militaire du bureau de Sens, il meurt le 12 octobre 1918.

### Frères Bill
Michel Bill, menuisier, et Catherine Madeleine Gérardin, journalière, eurent 7 enfants, dont 4 garçons qui étaient tous menuisiers, anarchistes, végétariens et antialcooliques, et liés à Eugène Dieudonné, également originaire de Nancy. Sous la direction de Charles Bill, la famille tient une entreprise de menuiserie à Nancy, située 19 rue Jules-Ferry. Parmi la fratrie, deux ont défrayé la chronique :

#### Émile Bill
Émile Eugène Bill est né le 13 décembre 1885 à Nancy, 15 route de Laxou et décédé le 11 février 1978 à Nancy. 
En 1909, selon la police, il aurait eu le projet de commettre un attentat contre le roi d'Espagne Alphonse XIII. Lors de son arrestation, la police trouvera deux revolvers Browning à son domicile,.
Il se marie à Nancy le 4 novembre 1912 avec Lucie Thérèse Jeanne Troestler.
Rédacteur dans le journal L'Anarchie sous le pseudo d'Hémyle Bill, il fournit, avec son frère Charles et Charles Reinert, un alibi à Eugène Dieudonné en déclarant l'avoir rencontré, souffrant, chez sa mère rue Boudonville, le jour de l'attentat de la rue Ordener à Paris, alibi que la police ne croit pas. Il meurt à Nancy le 11 février 1978.

#### Charles Bill
Charles Joseph Bill est né le 23 janvier 1892 à Nancy, impasse Raison et décédé le 18 mars 1918 à la maison centrale de Poissy.
Avec son frère Émile et Charles Reinert, il fournit un alibi à Eugène Dieudonné, que la police suppose truqué. Le 4 octobre 1912, il tue froidement le menuisier Blanchet qu’il soupçonne d’avoir dénoncé à la police ce faux alibi et d’avoir fait envoyer en prison Charles Reinert. Toutes les brigades de gendarmerie de la région sont alors mobilisées pour rechercher un homme « âgé de vingt ans, taille 1,65 m environ, cheveux noirs, moustache naissante coiffé d'un chapeau melon ». Recherché en vain, il est condamné à mort par contumace par la cour d'assises de Meurthe-et-Moselle le 1er décembre 1913
Après l'assassinat, il se rend à la frontière italienne dans le but de rejoindre Turin. Craignant d'être découvert, il renonce à son projet et se rend à Dijon puis à Grenoble. Il travaille ensuite chez un menuisier de La Grave, dans les Hautes-Alpes, sous le nom de Léon Martin. Charles Bill se réfugie chez un ami qui lui procure un faux état civil au nom de Paul Masson, employé, né à Nancy le 18 août 1888, état civil qui était celui d'un anarchiste tuberculeux décédé. En septembre 1914, Charles Bill tente en vain de s’engager. Reconnu bon pour le service armé en décembre par la contre-visite des réformés d’avant-guerre, il rejoint le 167e régiment d'infanterie de Toul, et est blessé dans le Bois-le-Prêtre par un éclat d’obus le 8 février 1915. Évacué sur Toul puis sur Avignon, il est versé à sa guérison dans le 60e régiment d'artillerie. Il se trouvait avec son régiment au camp d'Avord quand il est reconnu par un soldat de son bataillon. Arrêté, il est conduit à la maison centrale de Poissy où il meurt le 18 mars 1918.

### Jules Bonnot
Fils de Jules Joseph Bonnot et d'Hermence Moutot, Jules Joseph Bonnot, né le 14 octobre 1876 à Pont-de-Roide (Doubs) et mort le 28 avril 1912 dans le 4e arrondissement de Paris, est considéré comme le chef de la bande des « bandits en auto ».
Alors ajusteur mécanicien, il épouse Sophie Burdet, à Vouvray, le 14 août 1901, avec laquelle il aura deux enfants.
Le 27 avril 1912, à 7 h 35, le chef de la sureté accompagné de seize inspecteurs pénètrent dans le garage du « Nid Rouge » à Choisy-le-Roi, qui avait servi plusieurs fois de remise aux automobiles volées par le gang, et sont accueillis par Jean Dubois, qui est abattu après avoir tiré par quatre fois. Quelques secondes plus tard, des coups de feu partent du balcon. C'est Bonnot, qu'ils viennent de trouver par hasard.
Bonnot est caché derrière une longue pancarte en bois, où est peinte cette inscription : « Lotissement Fromentin », et de là, il tire sans discontinuer, blessant un inspecteur. Les policiers ripostent mais Bonnot, indemne, continue sa fusillade avec une cinquantaine de cartouches. Le chef de la Sûreté, Xavier Guichard, décide alors d'attendre des renforts, mais sans rompre le cercle d'investissement. Après qu'un clairon a sonné la générale, la population accourt avec tous les hommes valides possédant une arme vers le carrefour du lotissement Fromentin. Ainsi les pompiers, les gendarmes, deux soldats permissionnaires du 104e et 115e régiments d'infanterie, ainsi que tous les tireurs de bonne volonté sont répartis aux abords du garage. La fusillade crépite sans interruption devant une foule évaluée à dix mille personnes. Viennent en renfort la 1re brigade de réserve, tous les agents disponibles du 13e arrondissement de Paris, les gendarmes de brigades voisines, des commissaires de police de la banlieue et une compagnie à pied de la garde républicaine. Le lieutenant Félix Fontan offre d'aller faire sauter le garage avec une voiture à bras et des matelas. Aidé d'un inspecteur de la Sureté, il pousse alors la voiturette vers le garage qui, après maintes péripéties, arrive devant le garage. Après avoir placé les bâtons de dynamite, le cordon Bickford est allumé, mais le vent éteint le feu. Une nouvelle tentative est effectuée, avec un demi-succès, en effet seul un angle a été écorné, la charge n'ayant pas été assez forte. Une troisième tentative, avec deux kilos de cheddite, est effectuée ; cette fois, la partie arrière du garage s’effondre et découvre l’intérieur éventré. C’est alors que la foule se lance en avant, brisant les cordons de gardes et de policiers. Xavier Guichard et Félix Fontan entrent dans la maison et trouvent au rez-de-chaussée le corps de Dubois ainsi que Bonnot, au 1er étage, qui bondit et tire sans atteindre quiconque. Une véritable fusillade répond à son coup de revolver dont plusieurs projectiles touchent Bonnot,.Grièvement blessé, Bonnot meurt en arrivant à l'Hôtel-Dieu de Paris.
Durant l’assaut, il écrit une lettre-confession dans laquelle il innocente cinq personnes : « Mme Thollon ( l'une de ses maîtresses) est innocente. Gauzy est innocent. Dieudonné aussi. Petit-Demange aussi. M. Thollon aussi. Je meurs. »

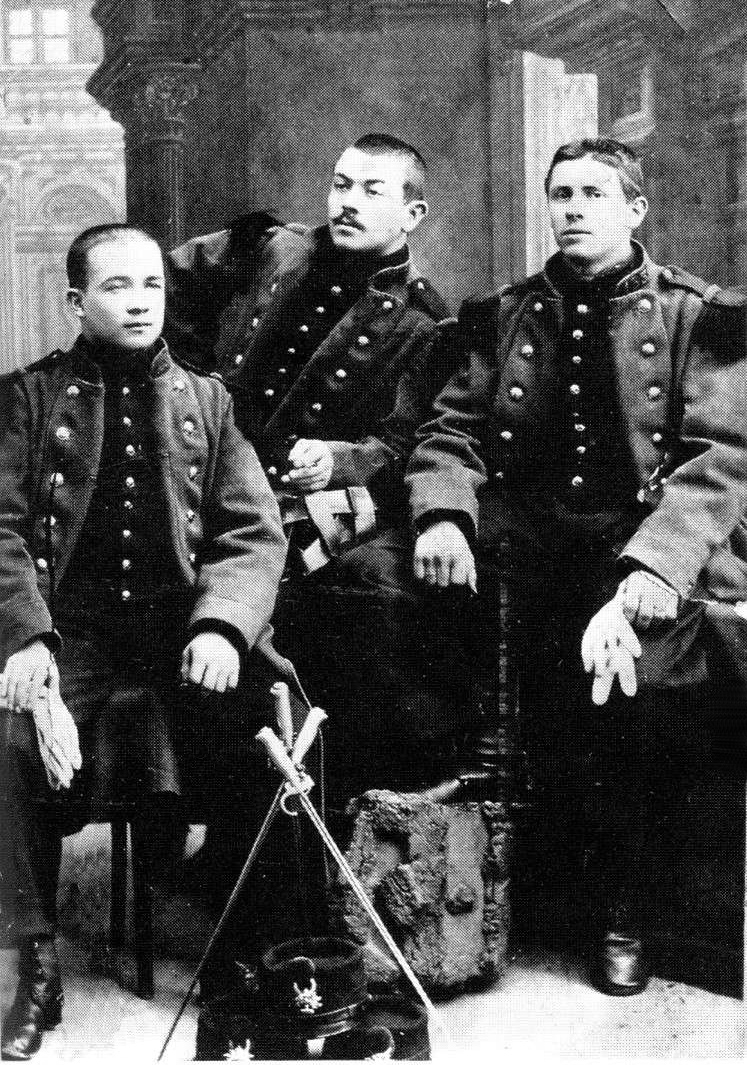
Jules Bonnot (au milieu) posant en uniforme.
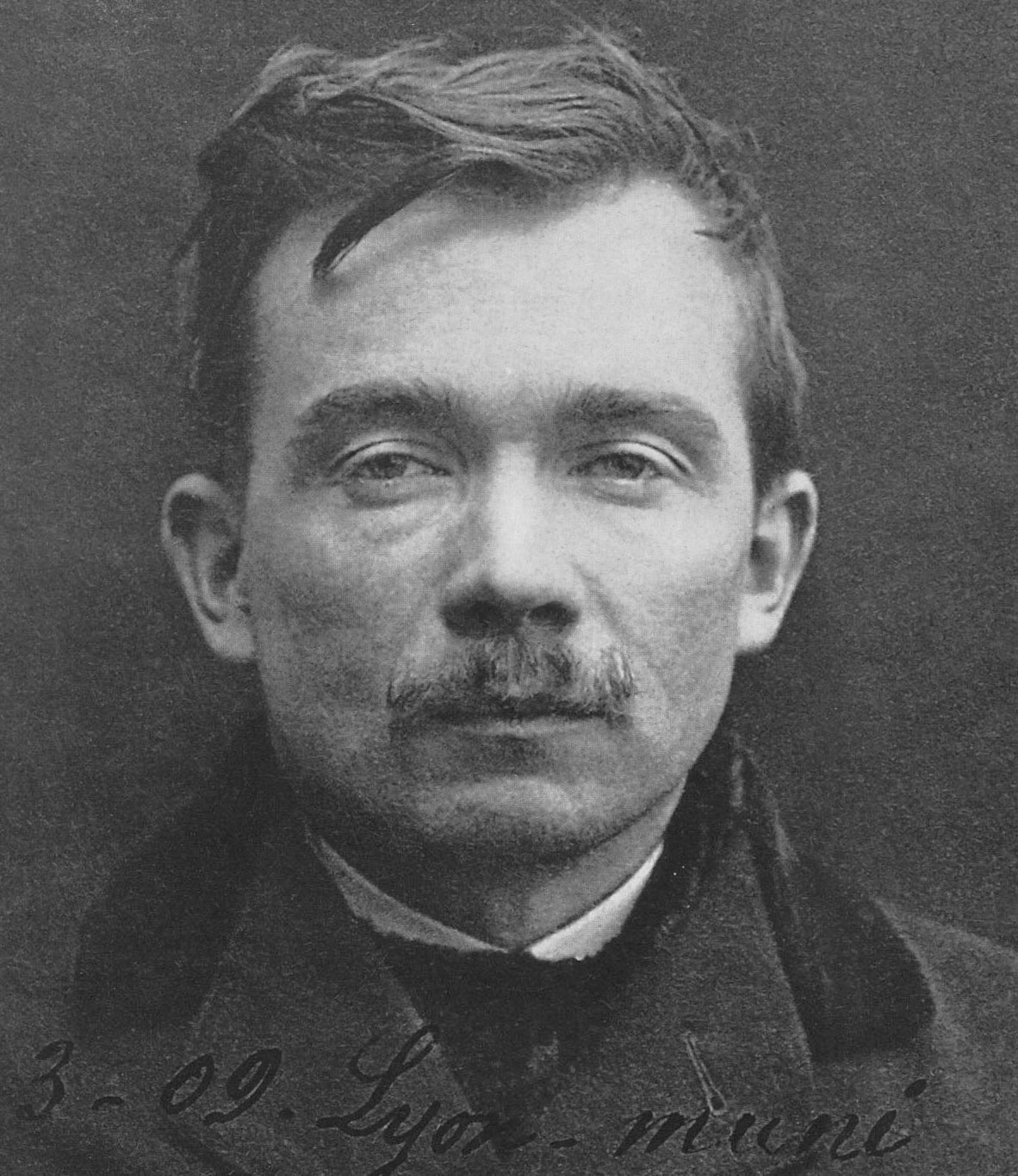
Jules Bonnot.
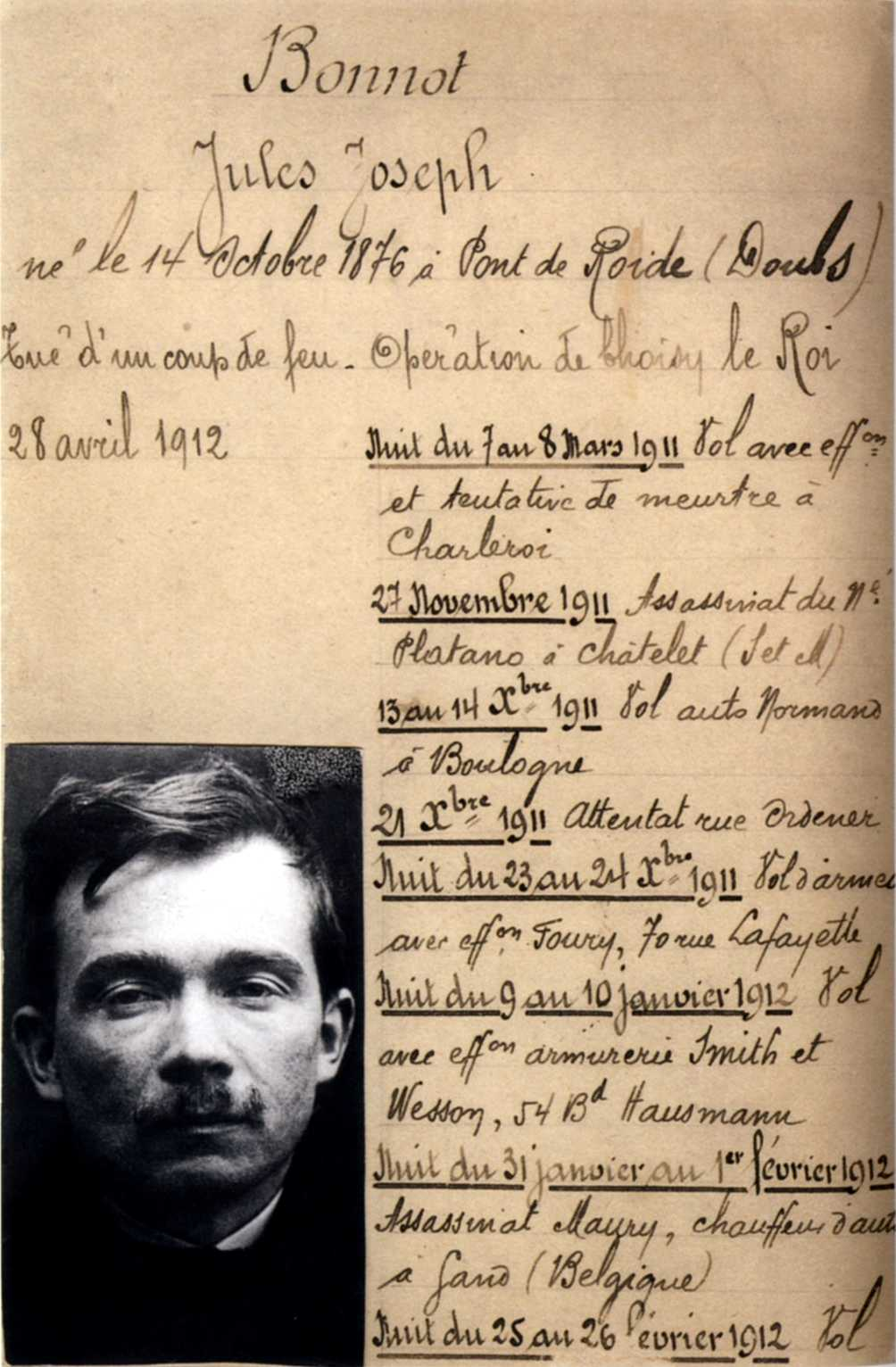
Fiche de Police de Jules Bonnot.
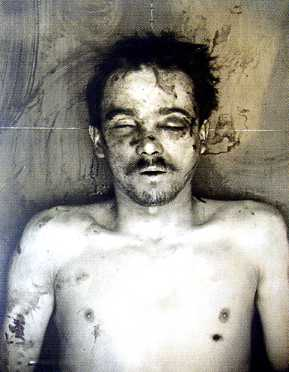
Cadavre de Jules Bonnot.
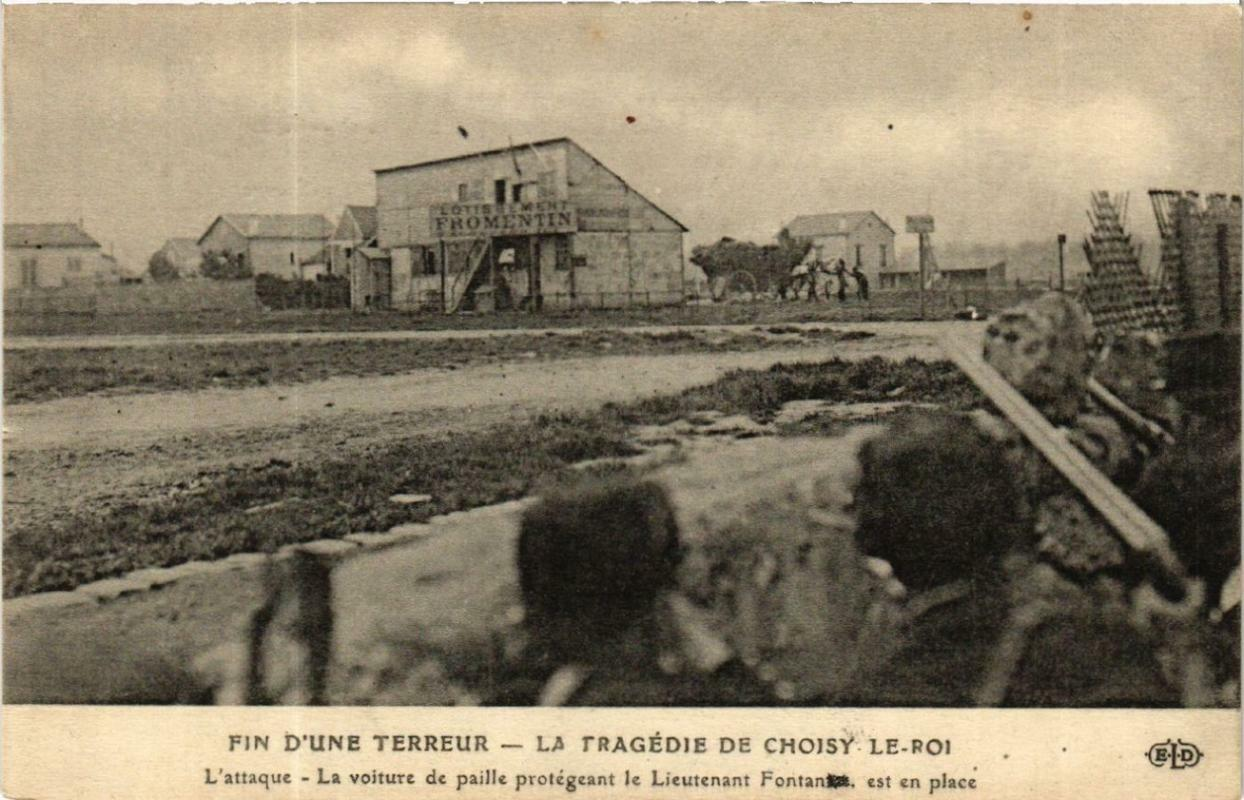
Le garage de Choisy-le-Roi où fut assiégé Jules Bonnot.

### Sophie Burdet
Fille de Ferdinand Burdet, cultivateur, et d'Émilie Friez, cultivatrice, Sophie Louise Eugénie Burdet est née le 16 février 1882 à Vouvray (Ain) et décédée à une date et un lieu ignorés. 
Elle épouse Jules Bonnot, alors ajusteur mécanicien, à Vouvray, le 14 août 1901 avec lequel elle aura deux enfants, Émilie (1902-1904) et Justin Louis Émile (23 février 1904 Lyon-3 novembre 1972 Toulouse). Le couple ayant déménagé à Saint-Étienne, Bonnot est alors mécanicien dans une firme reconnue et loge avec sa famille chez le secrétaire de son syndicat, Benoit Antoine Besson, qui devient l'amant de Sophie Burdet. Pour échapper à la colère de Bonnot, Besson part en Suisse avec Sophie et son fils. Jules Bonnot adresse, en vain, à Sophie des messages désespérés, mais il ne reverra plus sa femme ni son fils (un décret présidentiel du 30 mars 1925 homologué par ordonnance du président du tribunal civil de Lyon du 31 mai 1926 obligea Justin à adopter le patronyme de « Besson » à la place de celui de « Bonnot »,).
Elle se marie en secondes noces à Toulouse, le 2 septembre 1935 avec Benoit Antoine Besson.

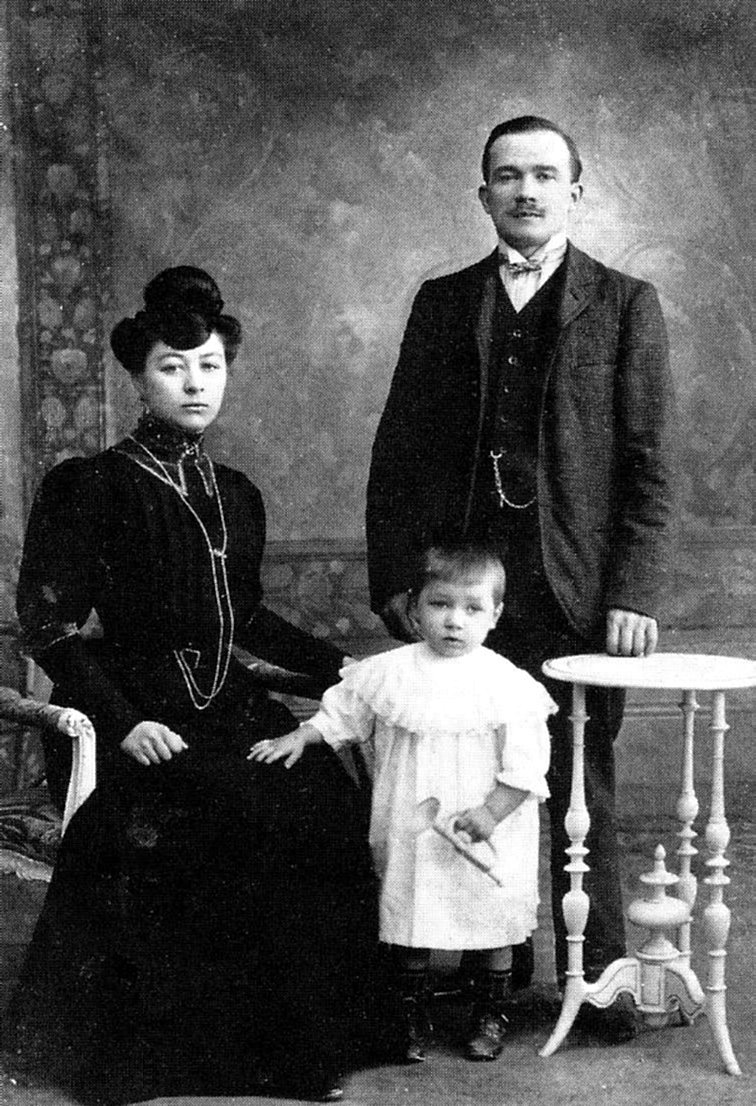
Sophie Burdet, son époux Jules Bonnot et leur fils Justin.

### Raymond Callemin
Fils de Narcisse Callemin et de Jeanne Napoléon, Raymond Callemin dit Raymond la science est né le 16 mars 1890 à Bruxelles et décédé le 21 avril 1913 à Paris,,.
Raymond Callemin participe à plusieurs actions sanglantes de la bande à Bonnot comme le 21 décembre 1911, lors du premier braquage en automobile (avec une Delaunay-Belleville) avec Bonnot et Garnier, durant le braquage de la Société générale au 148 rue Ordener à Paris où l’encaisseur est grièvement blessé. Il est également impliqué, le 1er février 1912 lors d'une tentative de vol d'une automobile à Gand, en Belgique lors de l'assassinat du chauffeur, le 27 février 1912, lors du meurtre de l'agent de police Garnier, place du Havre le 27 février 1912, et le 25 mars 1912 lors du vol d'une automobile, à Montgeron, où le chauffeur est abattu puis de l'attaque de l'agence de la Société générale à Chantilly, le même jour, au cours de laquelle deux employés sont tués.
Arrêté chez Pierre Jourdan et Louise Hutteaux au no 48 rue de La Tour-d'Auvergne à Paris,, le 7 avril 1912, il est condamné à mort par la cour d'assises de Paris et guillotiné dans le 14e arrondissement de Paris, devant les portes de la prison de la Santé, le 21 avril 1913 avec Monier et Soudy.

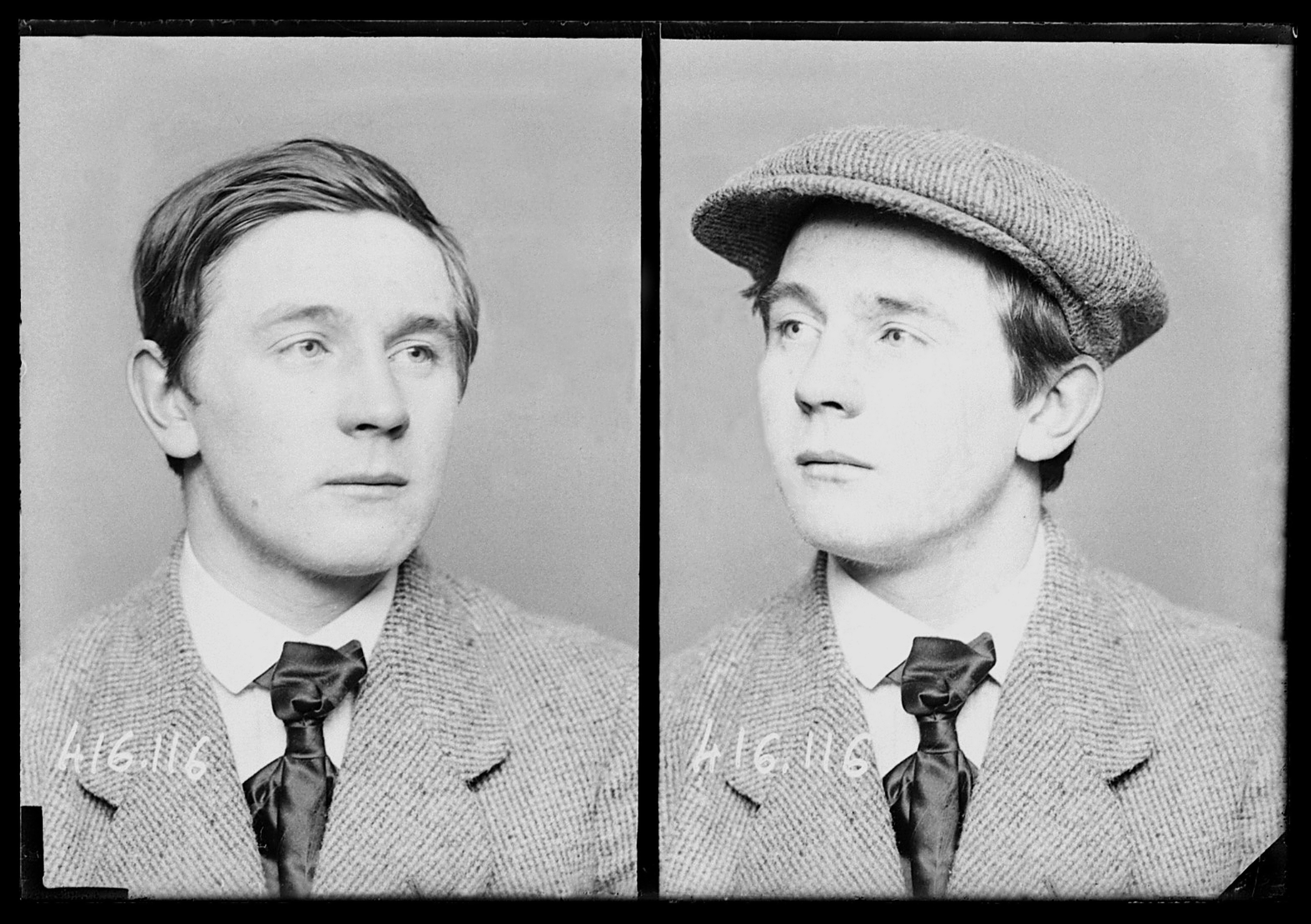
Raymond Callemin en 1912.
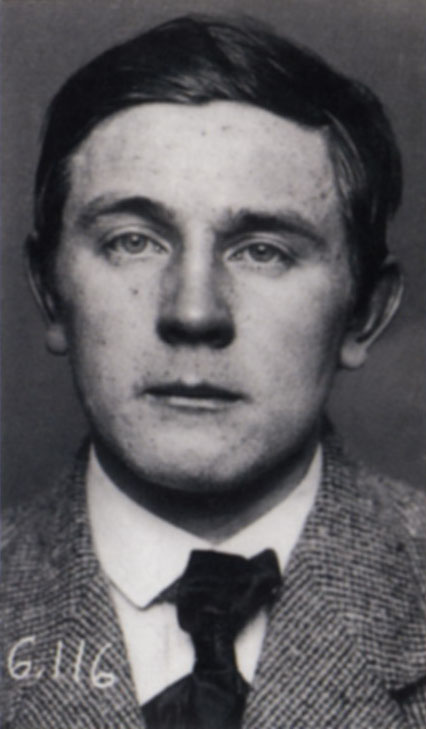
Raymond Callemin.

### Édouard Carouy
Fils d'Émile Carouy et de Rosine Descamps, Édouard Carouy dit Leblanc dit Le Rouquin est né le 23 juin 1883 à Montignies-lez-Lens (Belgique) et décédé le 27 février 1913 à Paris,
Édouard Carouy participe à plusieurs cambriolages à Romainville, Alfortville, Nancy, Saint-Germain-en-Laye, Charleroi en Belgique, puis le 3 janvier 1912, lors d'un vol, à Thiais, où Monsieur Moreau âgé de 92 ans et sa gouvernante Madame Arfaix sont assassinés.
Alors qu'il est arrêté à Lozère le 4 janvier 1912 il tente de se suicider en avalant du cyanure. Condamné par la cour d'assises de la Seine aux travaux forcés à perpétuité, il meurt en absorbant une pastille de cyanure qui était dissimulée dans le talon de sa chaussure.

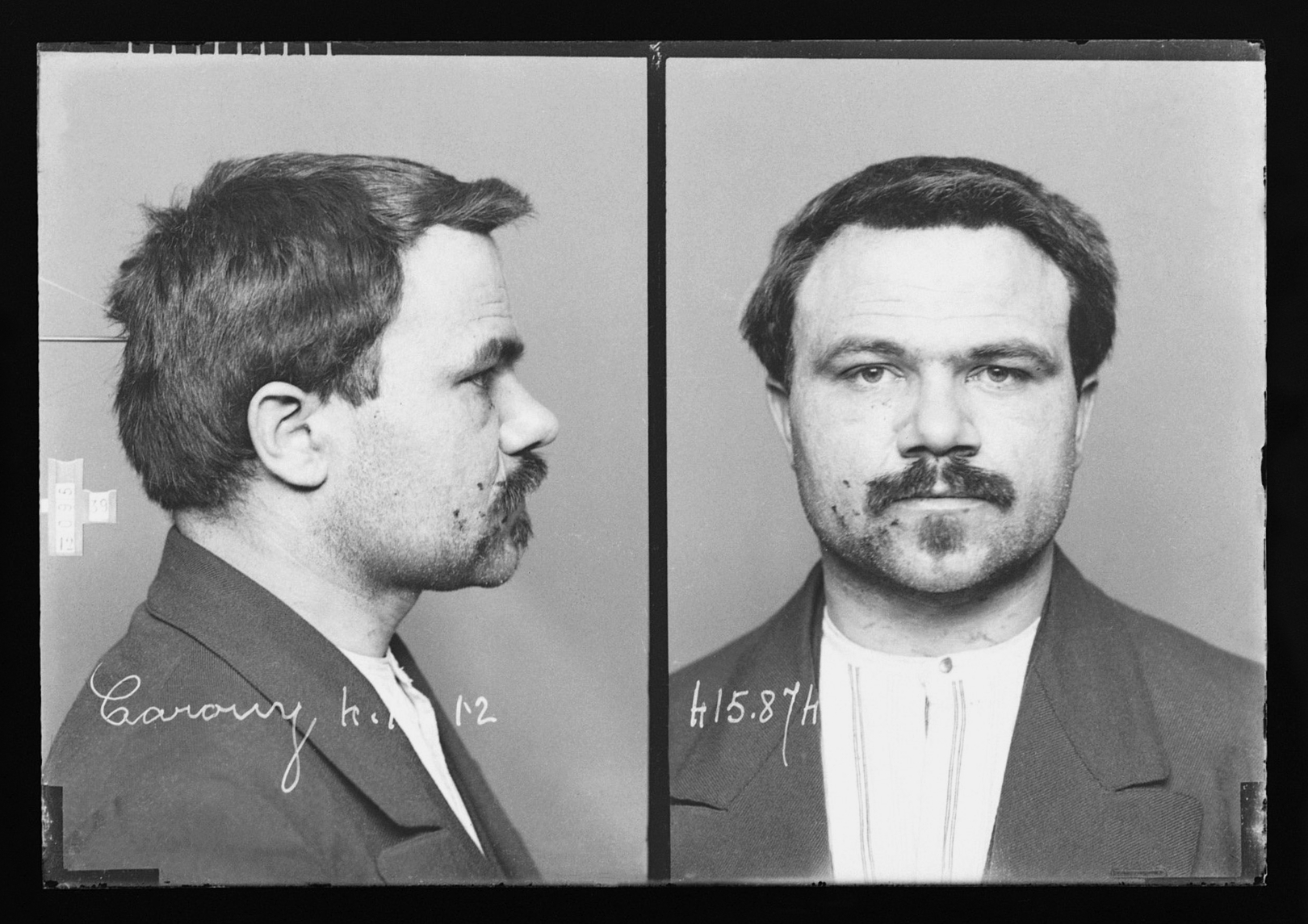
Photographie anthropométrique d'Édouard Carouy.
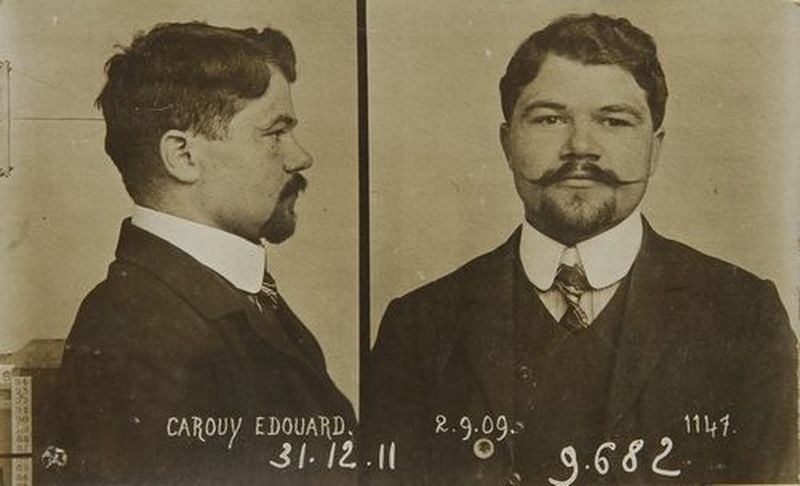
Édouard Carouy.

### Henri Crozat de Fleury
Fils de Pierre Arthur Auguste Crozat de Fleury, employé des lignes télégraphiques au câble Mackay et de Marie Louise de Lagrange de Lagassan, Henry Joseph Charles Jérôme Crozat de Fleury est né le 29 avril 1886 à au Havre et décédé à une date et un lieu non connus,.
Employé de commerce, et habitant à Paris, 59, rue Legendre il est incorporé le 8 octobre 1907 dans le 87e régiment d'infanterie qu'il quitte le 25 septembre 1909 avec un certificat de bonne conduite.
Alors qu'il demeure au 98 rue Nollet puis en 1911 au 89, rue Truffaut, il fréquente le milieu libertaire anarchiste de la rue du Chevalier-de-la-Barre et y rencontre des membres de la bande à Bonnot.
Alors qu'il demeure 46 avenue Charles-Floquet, Henri Crozat de Fleury est arrêté, avec Jean-Baptiste Pancrazi le 27 avril 1912 devant le bazar Monceau, 63 boulevard des Batignolles, après avoir négocié des titres financiers provenant d'un vol commis à Thiais par Édouard Carouy et Marius Metge, d'une valeur de 27 000 francs.
Condamné le 27 février 1913 par la cour d'assises de la Seine à cinq ans de réclusion avec dispense de l'interdiction de séjour pour complicité de vols qualifiés par recel. Peine commuée par décret présidentiel du 28 mai 1913 en 5 ans de prison, il est écroué à la maison centrale de Poissy puis à la maison d'arrêt de Pau.
En détention jusqu'au 8 février 1916 il est dirigé sur la 2e section d'exclus métropolitains de Nantes. Engagé volontaire pour la durée de la guerre au 3e bataillon d'infanterie légère d'Afrique il passe au 4e bataillon de marche d'infanterie légère d'Afrique et effectue les campagnes contre l'Allemagne (du 20 au 28 avril 1917), campagne du Maroc (du 29 avril 1917 au 13 mai 1917), campagne en Tunisie (du 4 juin 1917 au 16 juin 1917), campagne en Algérie (du 17 au 20 juin 1917) et campagne au Maroc Oriental (du 21 juin 1917 au 27 mars 1919).
Démobilisé le 24 juillet 1919 il rentre en métropole et s'installe en Lot-et-Garonne à Pleichac, commune de Laplume. Il semble ensuite avoir émigré aux États-Unis en 1929, à destination du Mexique, sous le nom de Enrique Crozat,.

### Jean de Boë
Fils de Victor de Boë et de Marie Vanderhoudelinghen, Jean Adelin de Boë est né le 20 mars 1889 à Anderlecht en Belgique et décédé le 2 janvier 1974 à Watermael-Boitsfort.
Orphelin, il est élevé par sa grand-mère, blanchisseuse, et devient ciseleur puis typographe,.
En 1906, il adhère à l'Association libre des compositeurs et imprimeurs typographes de Bruxelles et rejoint, avec ses amis d'enfance Kibaltchiche et Callemin le mouvement anarchiste. Arrêté en 1909, à Bruxelles, pour insultes il se réfugie rue Paul-de-Kock à Romainville, en France, pour fuir le service militaire.
Avec trois autres anciens membres du Groupe révolutionnaire de Bruxelles, émigrés eux aussi à Paris, (Édouard Carouy, Raymond Callemin et Victor Serge), il est impliqué dans les actions de la bande à Bonnot. Arrêté, à Paris, le 28 février 1912 avec sa compagne Ida Barthelmess, avenue de Clichy il est inculpé de complicité par recel pour le vol de l'usine Fumouze à Romainville, pour l'attentat de la rue Ordener et pour le vol de l'automobile de monsieur Mallebec à Béziers.
Condamné par la cour d'assises de la Seine, le 27 février 1913, à dix ans de travaux forcés et dix ans d'interdiction de séjour pour « recel et association de malfaiteurs » et est embarqué, avec Dieudonné, au bagne de l'Île du Diable en Guyane française. 
Après une tentative d'évasion, il subit sa peine jusqu'au bout, mais astreint à la fin de sa peine à la relégation, il réussit à fuir en Guyane néerlandaise pour regagner la Belgique en juin 1922 et décède le 2 janvier 1974 à Watermael-Boitsfort.

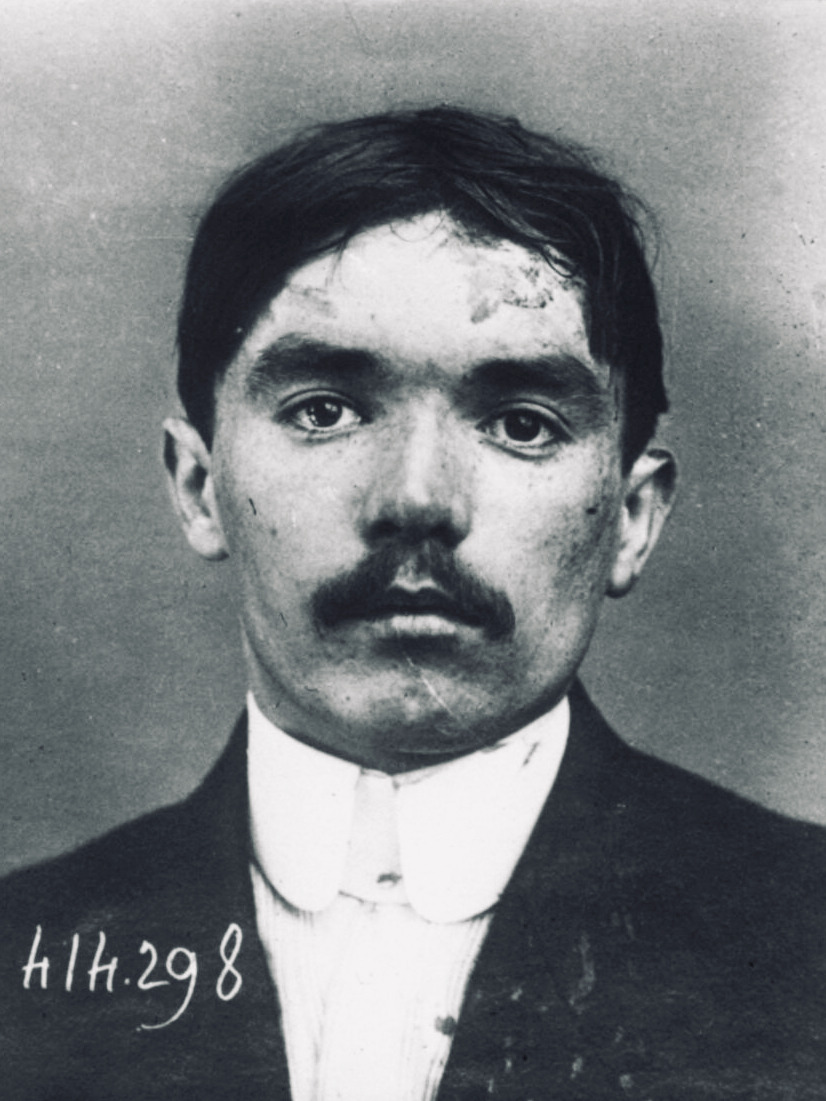
Jean de Boë.
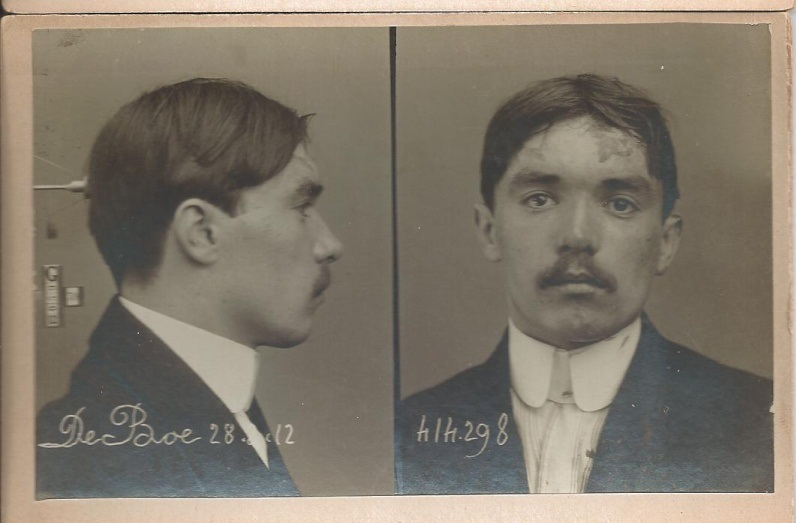
Photographie anthropométrique de Jean de Boë.
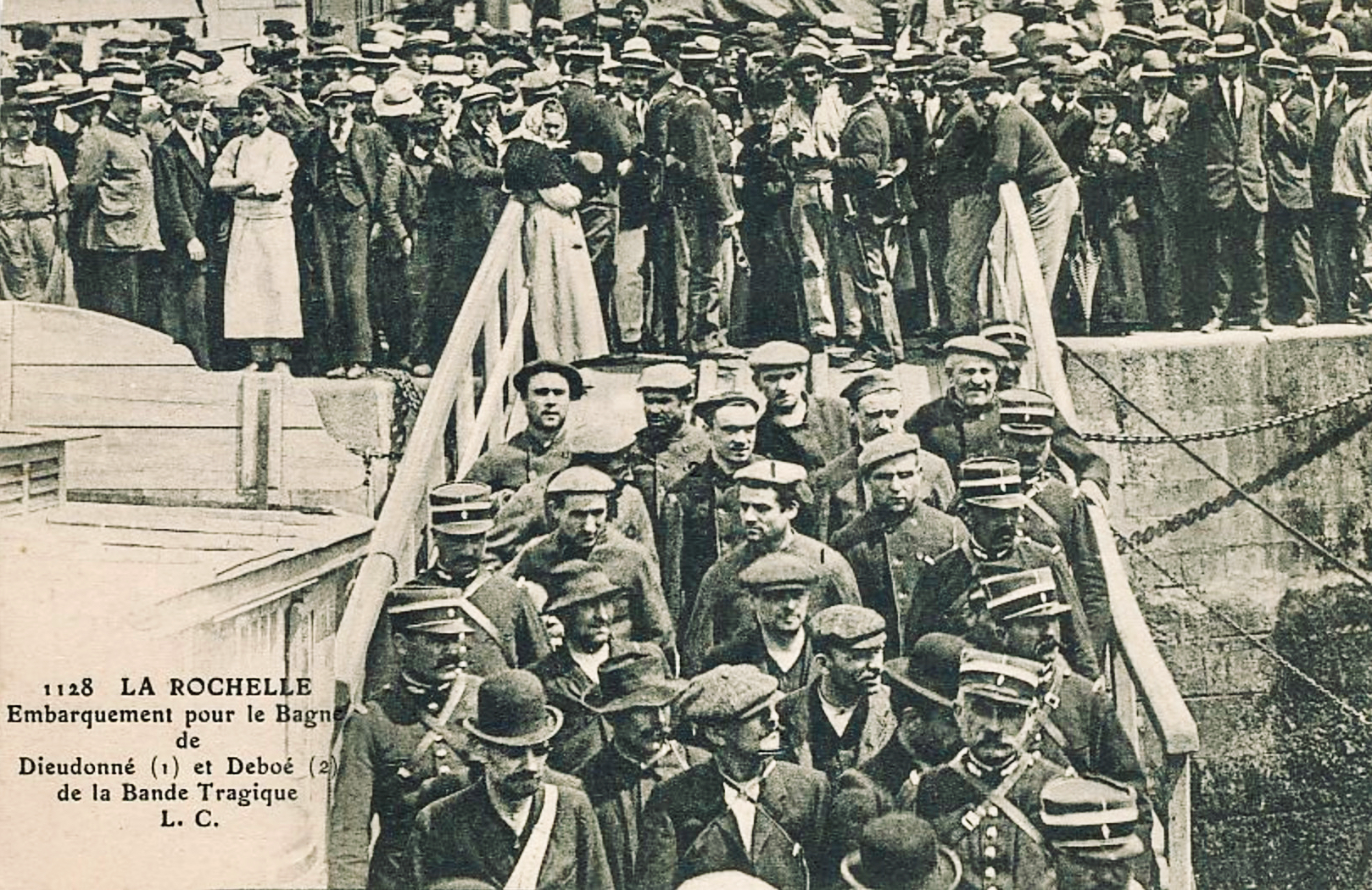
Dieudonné et de Boë embarquent pour le bagne de la Guyane française.

### Jean Dettweiller
Fils de Jean Dettweiller, ajusteur, et de Madeleine Muller, Jean Georges Dettweiller est né le 26 septembre 1875 dans le 19e arrondissement de Paris, au 10 passage de Puebla, et décédé le 16 mars 1965 à Sens (Yonne).
Ouvrier serrurier-ajusteur dans une fabrique de pianos de la rue de Flandre, il est appelé sous les drapeaux, dans le 25e régiment d'artillerie, le 14 novembre 1896 et envoyé en congé le 23 septembre 1899 où il reprend son emploi.
 Alors qu'il demeure au 43 rue de Mouzaïa, il se marie avec Marie Élisabeth Staedel le 12 juillet 1900 à la mairie du 1er arrondissement de Paris puis en 1901, le couple demeure à Champigny, 134 Grande-Rue, ou il ouvre un magasin de réparation de bicyclettes et d’automobiles. En 1904, on le retrouve demeurant de nouveau 43 rue de Mouzaïa à Paris en tant que marchand de vins, dans un bistrot fréquenté par les anarchistes puis 37 rue David-d'Angers, en 1908, avant de s'installer à Bobigny ou il ouvre un garage d'automobiles rue de l'Harmonie, dont les matériaux de construction qui auraient été fourni par Louis Rimbault, n'aurait servi que dans le but d'abriter les autos volées par la bande
La voiture qui avait servi à l'attaque de la rue Ordener ayant été repérée dans son garage, le chef de la Sûreté, M. Hamard, perquisitionna longuement et méticuleusement et arrêta Dettwiller et sa femme. Interrogés, les deux prisonniers firent la même déclaration. Dans la nuit du 13 au 14 décembre, expliqua Detwiller, je fus réveillé par quatre hommes qui me demandèrent à remiser leur voiture, dont la manivelle était faussée. L'un me donna son nom Charles Delorme, place du Marché, à Melun. Puis ils partirent. Dans la nuit du 20 au 21 décembre, vers une heure, on vint encore me réveiller. C'étaient trois des visiteurs du 14. Le patron n'était pas avec eux. Ils me dirent qu'ils venaient chercher l'auto, qu'ils allaient à Paris prendre leur patron, lequel était au théâtre, et ils partirent après m'avoir payé. Les explications de Detwiller paraissant suspectes, Jean Detweiler et son épouse, sont arrêtés le 18 janvier 1912. En même temps il faisait appréhender une femme qui vivait avec son amant et sa fille chez les Dettwiller. Le compagnon cette femme se nommait Édouard Carouy, dit « Le Rouquin », qui était connu comme anarchiste. Jean Dettweiller fut accusé de recel de voiture volée et condamné à 4 ans de prison pour complicité avec circonstances atténuantes.
Rappelé à l'activité il est dirigé sur l'Algérie le 26 juin 1915 avant d'être envoyé sur le dépôt du 45e régiment d'infanterie à Lorient le 22 novembre 1916 puis au 82e régiment d'infanterie le 14 décembre 1916. Le 7 janvier 1917 il est détaché en tant qu'ajusteur au dépôt d'ouvriers 4 rue du Bel-Air à Nantes puis le 10 janvier 1917 aux chantiers de la Loire et enfin au 147e régiment d'infanterie le 1er juillet 1917.
Envoyé en congé illimité le 17 janvier 1919, on le retrouve avec son épouse et sa fille à Étigny,. Il meurt le 16 mars 1965 à Sens.

### Eugène Dieudonné
Fils de Charles Pierre Dieudonné, ouvrier charpentier, et de Cécile Aubertin, Camille Eugène Marie Dieudonné est né le 1er mai 1884 à Nancy (Meurthe-et-Moselle) et décédé le 21 août 1944 à l'hôpital d'Eaubonne,
Son père étant décédé en 1891, Eugène, qui a alors sept ans, est élevé à l'orphelinat Stanislas de Nancy, et devient apprenti menuisier à dix-sept ans et fréquente le milieu syndicaliste et anarchiste et est appelé, en 1903, pour faire ses trois années de service militaire.
Libéré de ses obligations militaires en 1906, il retrouve sa fiancée Louise Kaiser qu'il épouse à Nancy le 20 juillet 1907 et demeure 7 Villa Verdier, boulevard de la Pépinière, à Nancy.
En 1909, le couple part pour Paris où ils fréquentent le journal individualiste L'Anarchie, situé à Romainville, et dirigé par André Lorulot. C'est là que Louise Kaiser, connue dans les milieux anarchistes sous le nom de « Vénus Rouge », devient la maitresse d'André Lorulot et qu'Eugène se lie avec Jules Bonnot, qu'il avait rencontré lorsque celui-ci était près de Nancy à Neuves-Maisons, et des membres de la bande.
Recherché après l'attaque de la rue Ordener, il est arrêté, à Paris, 45 rue Nollet, dans un appartement qu'il loue sous un faux nom avec Louise revenue vivre près de lui, le 28 février 1912.
Condamné à mort par la cour d'assises de la Seine, le 27 février 1913, malgré les aveux de Callemin et la lettre-confession de Bonnot, sa peine est finalement commuée en travaux forcés à perpétuité par le président Poincaré,. Il est embarqué, avec de Boë, au bagne de l'île Royale en Guyane française. 
Après trois tentatives d'évasion, qui lui valent des séjours au mitard à l'île Saint-Joseph, il réussit à fuir au Brésil le 6 décembre 1926 mais, arrêté il est emprisonné à prison de Belém et menacé d'extradition, il est finalement gracié après les campagnes d'Albert Londres et de Louis Roubaud. Libéré début août 1927 Dieudonné est extradé vers la France, arrive à Marseille en octobre de la même année. Alors qu'il habite 98 rue du Faubourg-du-Temple, il se remarie avec Louise Kaiser, le 31 janvier 1928 dans le 11e arrondissement de Paris, puis s'installe 75 rue du Faubourg-Saint-Antoine en tant qu'ébéniste. En 1930, il édite La Vie de forçat qui relate ses 14 années de bagne et divorce pour la seconde fois de Louise Kaiser en 1934. Il se marie avec Alphonsine Eugénie Frey et meurt à l'hôpital d'Eaubonne le 21 août 1944. Le docu-fiction Autour d'une évasion raconte en partie son histoire.

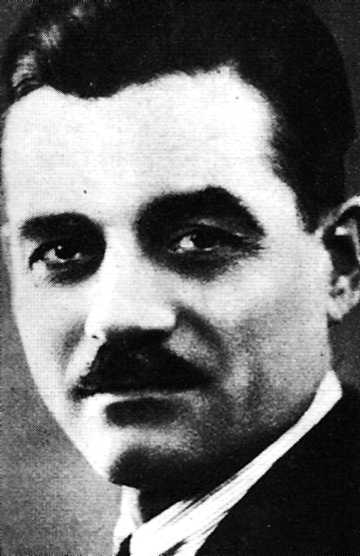
Eugène Dieudonné.
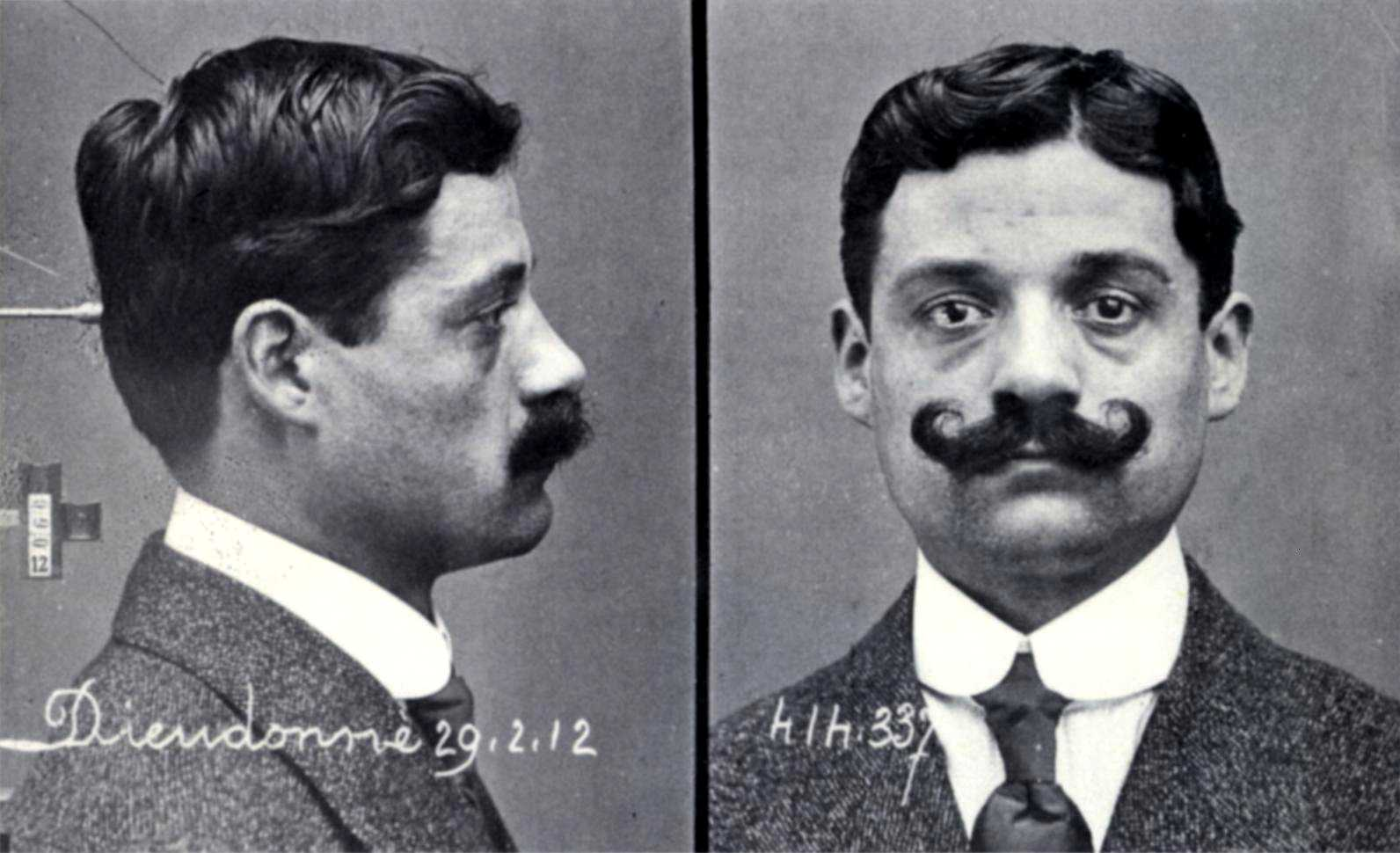
Photographie anthropométrique de Eugène Dieudonné.
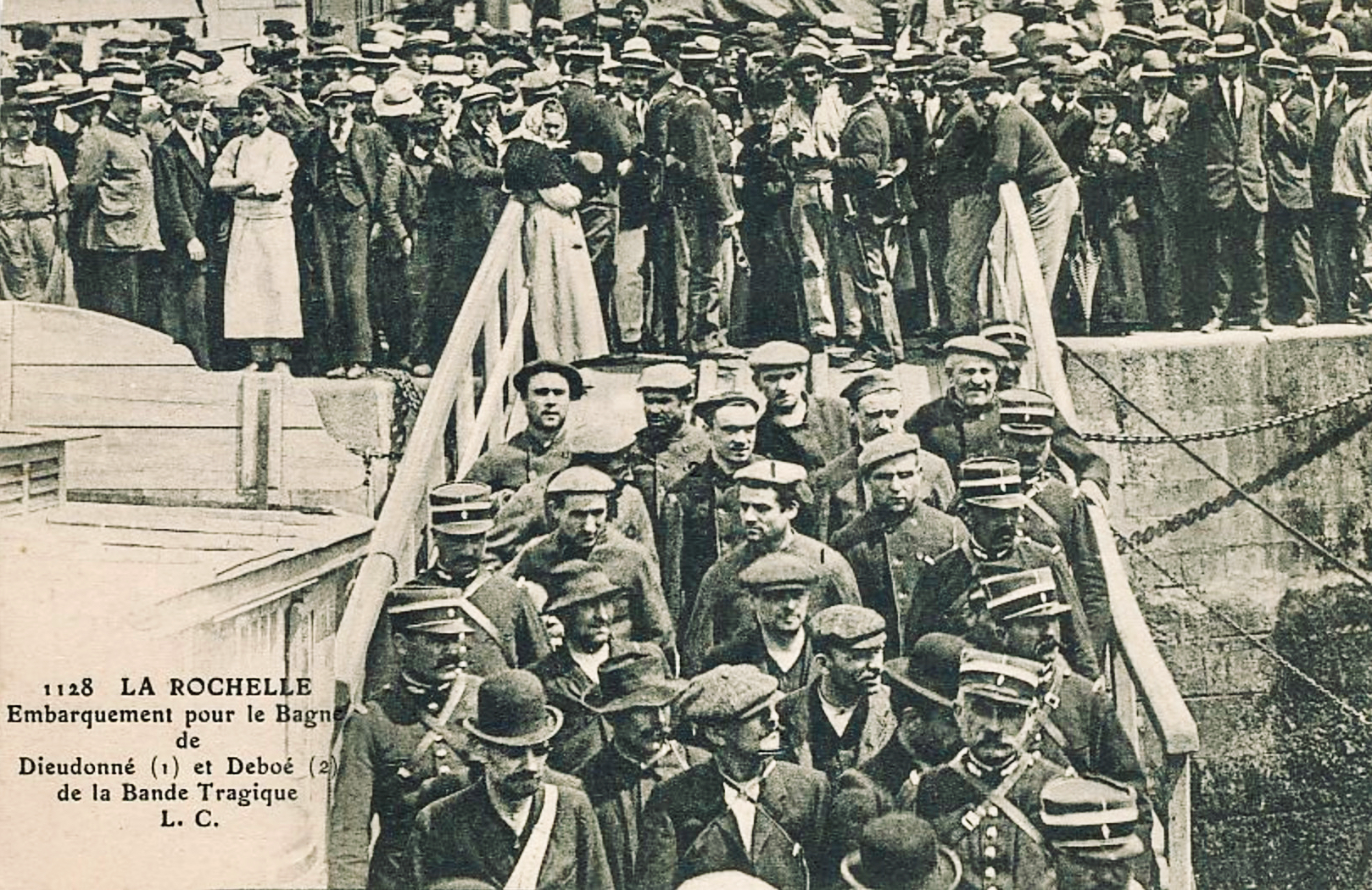
Dieudonné et de Boë embarquent pour le bagne de la Guyane française.

### Anna Dondon
Fille de Jean-Baptiste Dondon, vannier, et de Marie Duret, Thérèse Anna Dondon est née le 27 août 1884 à Decize (Nièvre) et décédée le 3 juin 1979 à Bondy,.
Arrivée à Paris elle fréquente en 1905 les Causeries populaires organisées par Albert Libertad ainsi que le siège du journal L'Anarchie situé à Romainville et fait la connaissance de plusieurs anarchistes membre de la bande à Bonnot.
Arrêtée à Hazebrouck, avec son frère Joseph et son amant Henri Boinville, pour faux-monnayage, en 1906, elle est condamnée à cinq ans de détention et incarcérée à Rennes. Remise en liberté conditionnelle le 7 octobre 1909 elle revient à Paris et devient, en 1910, la compagne de René Valet. Le couple demeure, sous le nom de M. et Mme Mathurin, au 96 avenue de Saint-Ouen.
Après la mort de René Valet à Nogent-sur-Marne, Anna Dondon, introuvable, est déclarée comme étant en fuite. Elle n’a pas été inquiétée par la suite et meurt le 3 juin 1979 dans une maison de retraite de Bondy.

### Jean Dubois
Fils de Joseph Dubois et de Christine Botlinsky, Jean Jules Dubois est né le 13 février 1870 à Golta (ru) dans le gouvernement de Kherson en Russie et décédé le 28 avril 1912 en son domicile, rue Jules Vallès à Choisy-le-Roi,.
Selon Jean Dubois, il était « le petit-fils du général russe Dubois, descendant d'émigrés protestants chassés par la révocation de l'édit de Nantes sous le règne de Louis XIV »,.
Après avoir servi dans la Légion étrangère il reste en France et occupe de nombreuses places, mais n'en conserve aucune en raison de ses idées révolutionnaires qu'il affichait, de son caractère violent et de son talent de propagandiste et de recruteur qu'il faisait autour de lui, à l'atelier, à l'usine, partout où il pouvait,. 
C'est ainsi qu'il travailla dans la plupart des grandes maisons d'automobiles de Puteaux, telles que De Dion-Bouton, Darracq à l'usine des téléphones 12 quai de Seine à Bezons, à l'usine Clément 35 rue Michelet à Levallois qu'il quitta pour remplir les fonctions d'administrateur de la société coopérative « l'Indépendante » dont le siège était établi 1 rue de la Garenne à Courbevoie. En 1902, il essaya de fonder à Courbevoie un atelier de mécanique communiste, mais faute de ressources il échoua,.
En 1905 il emménage à Courbevoie, avec sa femme et ses quatre enfants pour occuper un petit logement et un hangar qu'il transforme en atelier de mécanique. Ayant filouté les assurances, et escroqué plusieurs personnes, il est condamné à quelques mois de prison. En sortant de Fresnes, il acheta un vieux wagon et s'installa tout près d'ici dans un terrain vague. Quelque temps plus tard, il disparaissait, abandonnant sa femme et ses quatre enfants.
En 1908, alors qu'il demeure au 83 avenue Victor-Hugo à Courbevoie, il fait l'objet de poursuite pour abus de confiance. 
En 1910, il s'installe à Choisy-le-Roi en louant à Alfred Fromentin, « l'anarchiste millionnaire »,, un garage au « Nid Rouge » situé au carrefour formé par la rue Jules-Vallès, le chemin du Parc et l'avenue de la République. Le garage ayant servi de remise après plusieurs vols d'automobiles de la bande de Jules Bonnot, comme un vol à Blois, puis une voiture volée à Lyon, le 19 juillet 1911, la voiture signalée par les témoins des crimes de Montgeron et de Chantilly et qui servit pour le coup de la rue Ordener, une voiture volée à Châtelet-en-Brie..., la police décide d'effectuer une perquisition le 27 avril 1912. À 7h35, le chef de la sureté accompagné de seize inspecteurs pénètrent dans le garage et sont accueillis par Jean Dubois qui est abattu après avoir tiré par quatre fois. Quelques secondes plus tard des coups de feu partent du balcon... c'est Bonnot, qu'ils viennent de trouver par hasard !!
L'autopsie pratiquée sur le cadavre de Dubois par le médecin légiste relève :
- Une première balle dans le poignet droit.
- Le deuxième projectile, une grosse balle, avait pénétré par le sommet gauche de la poitrine et avait coupé l'aorte. Cette blessure avait été mortelle.

### Octave Garnier
Fils d'Élie Germain Garnier, cantonnier de la ville de Fontainebleau et manouvrier, et de Françoise Anastasie Desmurs, Octave Albert Garnier est né le 25 décembre 1889 à Fontainebleau,, et décédé le 15 mai 1912 à Nogent-sur-Marne,.
Octave Garnier commence à travailler à l'âge de 13 ans comme ouvrier boulanger. Il fréquente les milieux syndicaliste et anarchiste et en 1910 il part en Belgique, pour échapper au service militaire, où il rencontre René Valet, Raymond Callemin, Édouard Carouy et Marius Metge. 
Recherché par la police belge pour un cambriolage, le meurtre d'un chauffeur lors d'un vol de voiture en compagnie de Bonnot et un vol qualifié à Charleroi, en mars 1911 il décide de rentrer en France avec sa maitresse Marie Vuillemin.
Accompagné de Bonnot et de Callemin, il vole une automobile qu'ils utilisent le 21 décembre 1911, lors du braquage de la Société générale au 148 rue Ordener à Paris où l'encaisseur est grièvement blessé. Il est également impliqué lors du meurtre de l'agent de police Garnier, place du Havre le 27 février 1912, et le 25 mars 1912 lors du vol d'une automobile, à Montgeron, où le chauffeur est abattu puis de l'attaque de l'agence de la Société générale à Chantilly, le même jour, au cours de laquelle deux employés sont tués.
Dernier membre de la bande à Bonnot en liberté, avec Valet, ils sont traqués par la police, et se réfugient dans un pavillon de Nogent-sur-Marne, au no 9 rue du Viaduc, où ils sont repérés le 14 mai 1912. Assiégés par 50 détectives, 250 agents de police de Paris, des gardes républicains, et 400 zouaves du fort de Nogent, ils succombent lors de l'assaut, sous les coups des mitrailleuses lourdes et de dynamite, le lendemain,,.

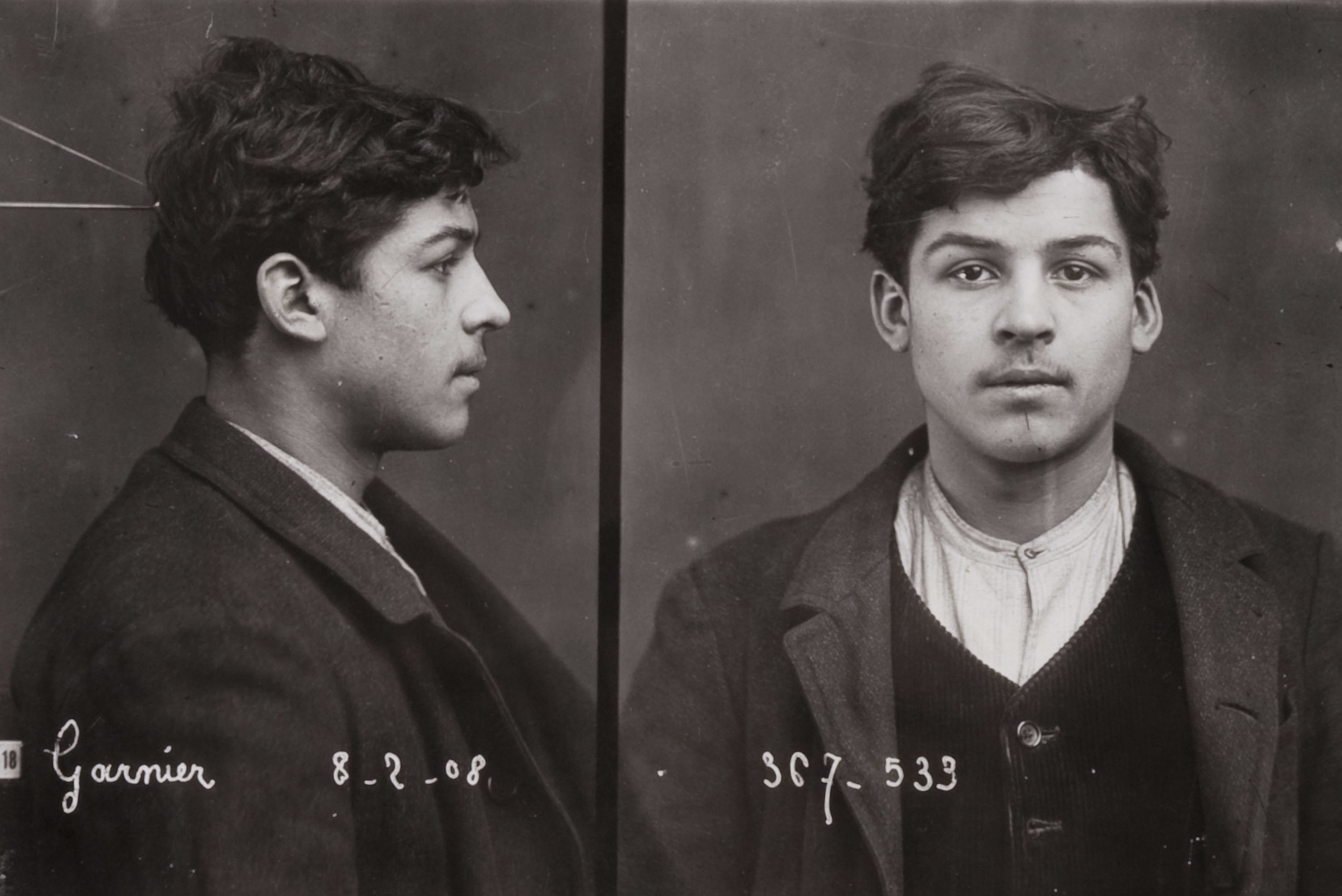
Photographie d'identité judiciaire d'Octave Garnier en 1908.
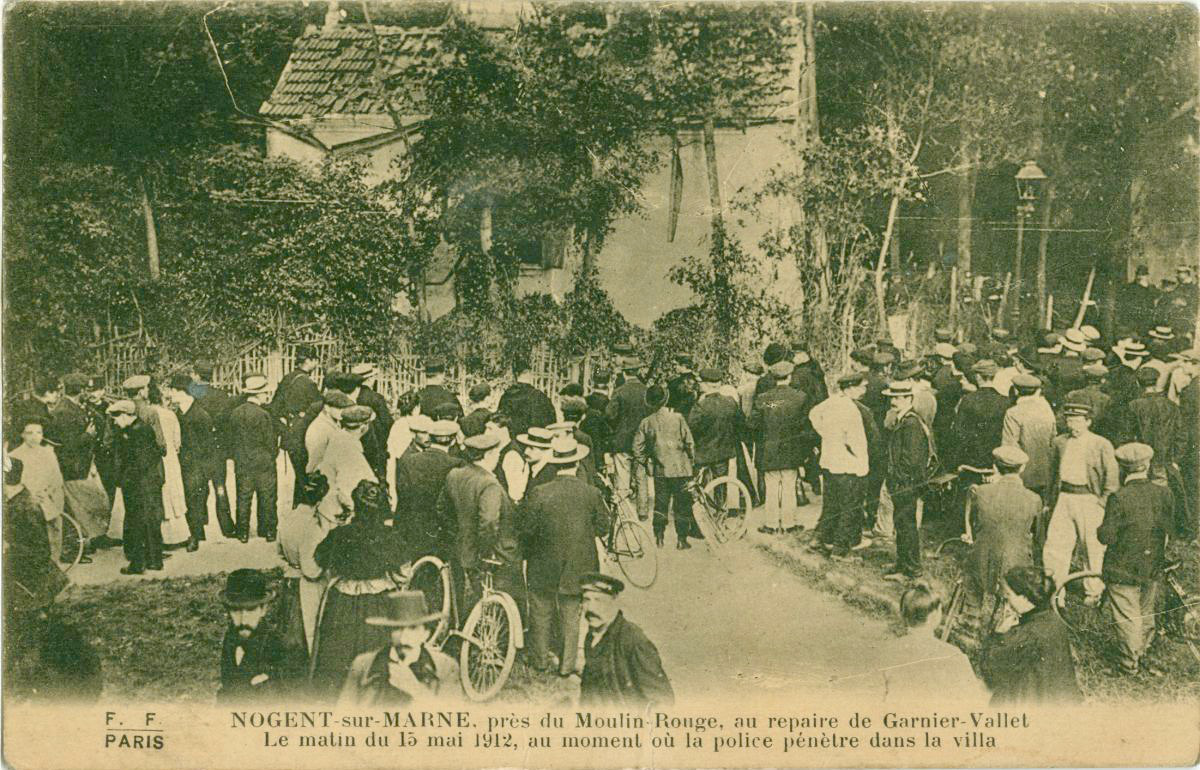
Le pavillon de Nogent-sur-Marne où Valet et Garnier sont retranchés.
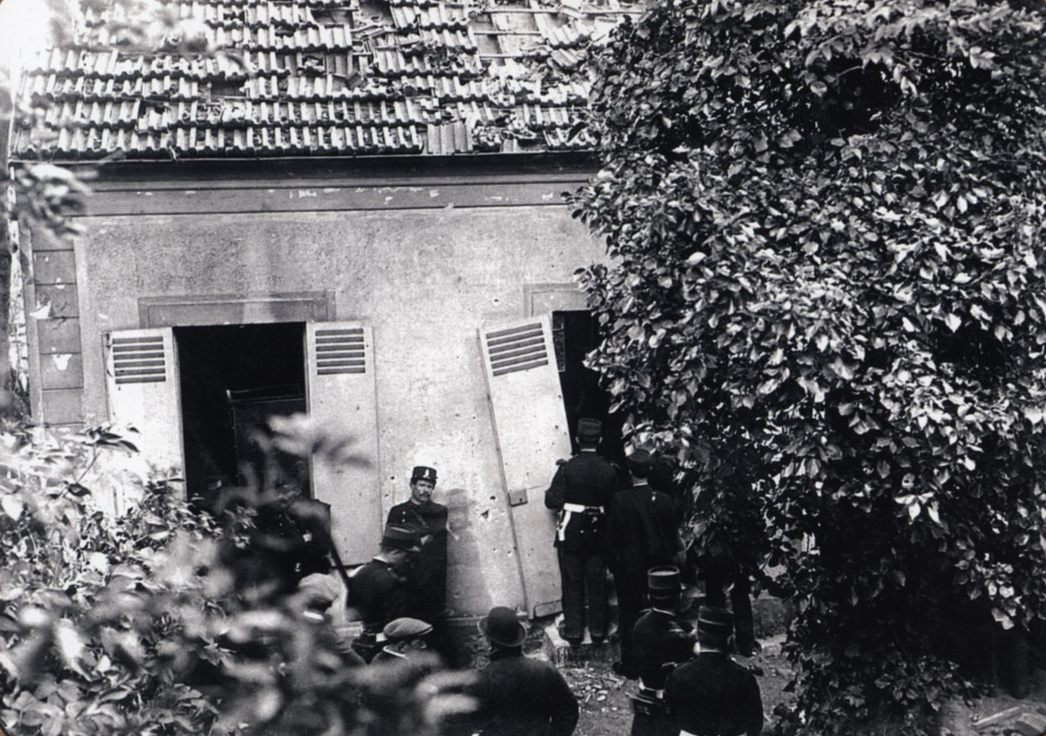
La police entre dans le pavillon de Nogent-sur-Marne, au no 9 rue du Viaduc, ou Valet et Garnier étaient retranchés.
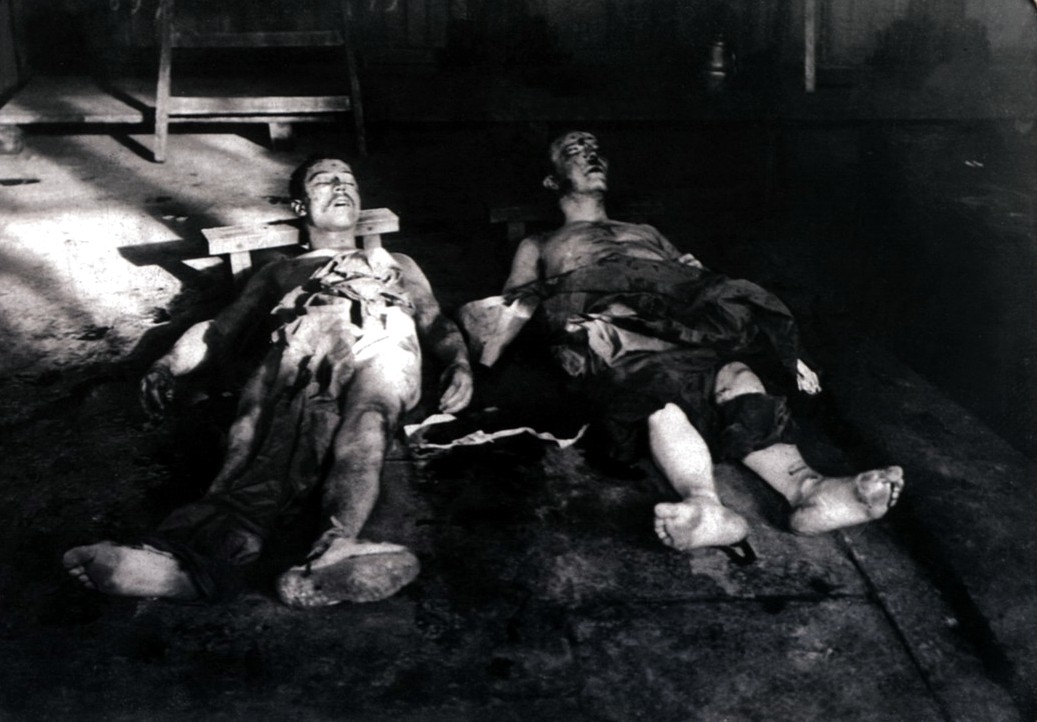
Cadavres de René Valet et Octave Garnier.

### Antoine Gauzy
Fils de Jean-Baptiste Gauzy, employé aux contributions indirectes, et de Joséphine Conte, Antoine Scipion Gauzy est né le 4 septembre 1879 à Nîmes, et décédé le 12 juin 1963 à Viry-Châtillon
Tonnelier, il est réformé par la commission spéciale de réforme le 8 novembre 1900 pour « Choroïdité de l’œil droit »,.
Il se marie à Nîmes le 29 mars 1902 avec Anna Augustine Nelly Uni et s'installe, 63 rue de Paris, à Ivry-sur-Seine, comme marchand de nouveautés et soldeur, avec l'aide d'Alfred Fromentin, « l'anarchiste millionnaire », et prend comme employé Étienne Monier qui lui fait connaitre Jules Bonnot.
Le 24 avril 1912 la boutique et le domicile sont perquisitionnés, après l'arrestation d'Étienne Monier, et les policiers tombent, par hasard, sur Jules Bonnot, qui avait trouvé refuge chez Gauzy, et qui parvint à s’enfuir après avoir tué le chef adjoint de la Sûreté, Louis François Jouin,, et blessé grièvement l’inspecteur principal Louis Alphonse Colmard,. Arrêté avec sa femme, Nelly Uni, Antoine Gauzy faillit se faire écharper par la foule lors de son transfert à la gendarmerie.
Le 28 février 1913, lors du procès contre 22 survivants du groupe, la Cour d’assises de la Seine le condamne à 18 mois de prison pour recel de malfaiteurs,.

### Bernard Gorodesky
Fils de Pinkas Gorodesky, employé, et de Alice Grenitz, couturière, Bernard Gorodesky est né le 10 mai 1886, 11 rue Eugène-Süe dans le 18e arrondissement de Paris et décédé à une date et un lieu inconnus.
Fils d'émigrés russes, brocanteurs et marchands de meubles il vécut avec eux jusqu'en 1904, 56 boulevard de la Chapelle. Typographe il vécut ensuite 6 rue Cortot puis avec sa compagne Antoinette (où Henriette) Joubert, au siège du journal L'Anarchie, rue du Chevalier-de-la-Barre, puis chez un imprimeur rue de la Chapelle, et un autre rue de la Goutte-d'Or.
Condamné le 30 décembre 1905 par le tribunal de Reims à 2 mois de prison avec sursis pour complicité de vol par recel,, il est de nouveau inquiété par la police, en 1912, pour avoir hébergé plusieurs membres de la bande dont Octave Garnier, René Valet et Anne Dondon, et avoir servi de boîte à lettres. Il prend alors la fuite avec sa compagne et se réfugie dans la région de Fez, au Maroc. Il est condamné le 10 novembre 1913 par la cour d'assise de la Seine, par contumace, à dix ans de réclusion pour complicité d'association et recel de malfaiteurs.
En fuite, il est déclaré insoumis puis rayé de l’insoumission le 10 mai 1939 et ne sera jamais retrouvé malgré un avis de recherche envoyé au Maroc.
On ignore ce qu'il est devenu après 1913.

### Boniface Grau
Fils de Boniface Grau, bouchonnier, et de Marguerite Vilanove, Boniface Pierre Zacharie Grau dit Marius Grau où Viet Marius où Viet où Viette, est né le 15 mars 1871 à Maureillas (Pyrénées-Orientales) et décédé le 10 avril 1950 à Rivesaltes (Pyrénées-Orientales).
Le 31 janvier 1884, alors qu'il n'a pas encore 13 ans, il est condamné à 24 heures de prison pour vol. Accusé le 7 janvier 1886, il n'a pas encore 15 ans, de vol avec bris de clôture, il est acquitté par le tribunal de Céret, mais est envoyé dans une maison de correction jusqu'à sa 20e année, ce qui ne l'empêche pas de récidiver, à 18 ans, et d'être condamné le 10 avril 1889, pour vol, à dix jours de prison par le tribunal correctionnel de Montpellier puis par le même tribunal et pour la même raison à 1 mois de prison le 26 mars 1890.
Le 26 octobre 1891, il est condamné par le tribunal de Béziers à 1 mois de prison pour vol, puis le 14 mai 1892 par la cour d'assises du département de l'Hérault à 5 ans de réclusion pour vol qualifié pour vol commis à Béziers du 18 au 19 décembre 1891. 
Exclu des rangs de l'armée, il est écroué à la maison centrale de Riom, dans le département du Puy-de-Dôme jusqu'au 19 mai 1897 et dirigé immédiatement, sous escorte, sur la section métropolitaine d'exclus à Toulon. Il manque à l'appel le 6 septembre 1897 il est déclaré déserteur.
Le 2 mars 1898, il se présente volontairement à la gendarmerie de Saint-Just-en-Chevalet, dans le département de la Loire, et ramené au corps sous escorte et écroué à la prison militaire de Toulon comme déserteur. Le 30 mars 1898 le 1er conseil de guerre permanent de Toulon le condamne à deux ans de prison, pour désertion à l'intérieur en temps de paix. Autorisé à continuer ses services et à sortir en ville le 26 juin 1898, il ne reparait pas est déclaré déserteur le 3 juillet 1898.
Ayant fait connaissance d'une jeune femme, Sylvie Thérèse Rousselot, et alors qu'ils demeurent chez Marius Viet, 13 rue Carnot à Choisy-le-Roi, il se présente, le 27 juin 1904, au 3e bureau de recrutement de la Seine à Paris, pour y réclamer le bénéfice de la loi d'amnistie du 1er avril 1904. Amnistié, il n'est pas tenu de terminer son temps de service actif étant âgé de plus de 30 ans, tout en étant affecté à la 16e section de mobilisation d'exclus métropolitains.
Amnistié, Boniface Grau, qui demeure 12 rue Maurepas à Thiais, épouse le 8 avril 1911, Sylvie Thérèse Rousselot, fille de Armand Rousselot et de Armantine Fontaine, et déclare légitimer et reconnaitre les trois enfants nés d'eux.
« La clientèle de la cordonnerie du couple, située 12 rue de Maurepas à Thiais et qui portait le nom de « À l'exactitude – Cordonnerie de confiance », n'affluait guère et pourtant l'échoppe ne désemplissait pas. À chaque instant, des individus à mine patibulaire, échappés vraisemblablement de la prison de Fresnes poussaient sa porte. ayant servi de lieu de rencontre. Tout ce joli monde n'allait jamais dans les cafés, pas plus que dans les restaurants du pays. Parmi tous ces gens qui défilèrent chez le cordonnier, Carouy, Bonnot et Garnier s'y trouvèrent-ils ? ».
 Arrêté le 5 janvier 1912, il nie avoir participé des crimes de Thiais et de Choisy-le-Roi et parvient à bénéficier d'une ordonnance de non-lieu,.
Rappelé à l'activité en vertu de l'ordre de mobilisation générale du 1er août 1914, il passe au détachement de Saint-Révérien, dans la Nièvre, le 17 juillet 1915 puis à la 8e section d'exclus le 13 novembre 1915 ou il est mis à la disposition d'un blanchisseur de Bourges puis aux usines Watrigant à Marmagne, avant d'être libéré de toute obligation militaire le 15 décembre 1918.
Divorcé le 23 juillet 1929, il se marie en secondes noces le 19 avril 1930 à Vitry-sur-Seine avec Marie Rault et décède le 10 avril 1950 à Rivesaltes (Pyrénées-Orientales).

### Louise Hutteaux
Fille de Claude Marius Clément et d'Élisabeth Clavel, Louise Marceline Élisabeth Clément dite Louise Hutteaux, est née le 16 juin 1870 à Marseille (Bouches-du-Rhône) et décédée dans la même ville le 28 avril 1949. Le 5 avril 1898, dans le 6e arrondissement de Paris, elle se marie à Théodore Jules Hutteaux (1858-1918).
Sage-femme, elle fréquente les Causeries populaires organisées par Albert Libertad. Elle fait la connaissance de Pierre Jourdan et devient, vers 1906, sa maitresse avec lequel elle demeure, en 1910, au no 48 rue de La Tour-d'Auvergne en vendant des articles de bonneterie sur les marchés de Levallois-Perret et de Neuilly. Arrêtée le 7 avril 1912 et accusée d'avoir hébergé Raymond La Science, qu'elle connaissait depuis 3 ans, qui avait été arrêté à son domicile, elle est mise en liberté le 12 juillet 1912 en raison d'un mauvais état de santé avant de bénéficier d'un non-lieu. Elle était atteinte d'un lipome fibreux très développé et de troubles cardiaques
Après sa libération elle vient habiter 59 rue de Lancry où elle est arrêtée pour avortement illégal (l'avortement était illégal à cette époque).
Le 7 août 1913, Louise Marceline Hutteaux est condamnée en tant qu'avorteuse à cinq ans de réclusion.
Elle meurt à Marseille le 28 avril 1949.

### Pierre Jourdan
Fils de Baptiste Jourdan, charron, et de Émilie Laguerre, épicière, Baptiste Pierre Jourdan dit Pierre Clément dit Antoine Roustini, est né le 15 avril 1887 à Foix (Ariège), et décédé le 30 mars 1955 à Toulouse.
Insoumis, il se réfugie, sous le nom d'Antoine Roustini, à Genève, d'où il est expulsé en raison de ses activités anarchistes. Il rejoint alors Paris et fait la connaissance de Louise Hutteaux dont il devient l'amant, vers 1906, avec laquelle elle demeure, en 1910, au No 48 rue de La Tour-d'Auvergne en vendant des articles de bonneterie sur les marchés de Levallois-Perret et de Neuilly où il est surnommé Pierre l'Apache en raison de ses positions anarchistes. 
Titulaire d'un permis de conduire de motocyclettes et devenu représentant en métallurgie, il est arrêté le 7 avril 1912 et accusé d'avoir hébergé Raymond La Science, qui avait été arrêté à son domicile, il est condamné à 18 mois de prison lors du procès le 27 février 1913,,.
Déclaré insoumis, depuis le 4 décembre 1908, il est remis aux autorités militaires qui le condamne à 6 mois de prison en étant incorporé au 83e régiment d'infanterie. 
Rappelé en activité le 2 août 1914 il passe au 14e RI il se distingue durant la guerre :
Cité à l'ordre de la division le 7 octobre 1915 : « Soldat cycliste, brave et courageux, depuis le début de la campagne comme agent de liaison, a partout de jour et de nuit dans les circonstances les plus périlleuses, fait preuve du plus grand courage et de sang froid le 25 septembre 1915 et surtout le 27 au cours des attaques à plusieurs reprises sous un ouragan de feu de mitrailleuses, a parcouru les boyaux et en partie comblés pour porter les ordres du chef du corps aux chefs de bataillons d'attaques ».
Il est décoré de la Croix de Guerre.
Envoyé en congé illimité le 11 juillet 1919, on sait qu'il demeure à Toulouse, 28 boulevard Carnot en 1922, qu'il se marie à Toulouse le 6 novembre 1923 avec Marguerite Portet, qu'il habite ensuite de 1930 à 1934 au 14 rue d'Aubusson à Toulouse. Il meurt, dans cette même ville, le 30 mars 1955.

### Victor Kilbaltchiche
Victor Napoléon Kilbaltchiche dit Victor Serge, ou Le Rétif, ou Ralph est né le 30 décembre 1890 à Bruxelles et décédé le 17 novembre 1947 à Mexico,
Lié à Raymond Callemin depuis l'enfance, il est également en contact avec Édouard Carouy et Jean De Boë avec lesquels il fréquente le milieu anarchiste belge et rencontre, à Paris, sa future compagne Anna Estorges dite Rirette Maitrejean avec laquelle il s'installe au no 24 rue Fessart.
Le 31 janvier 1912, ils sont perquisitionnés par la police, interrogé puis arrêté le 25 mars 1912, il est condamné pour « recel d'armes volées », à 5 ans de prison et 5 ans d'interdiction de séjour.

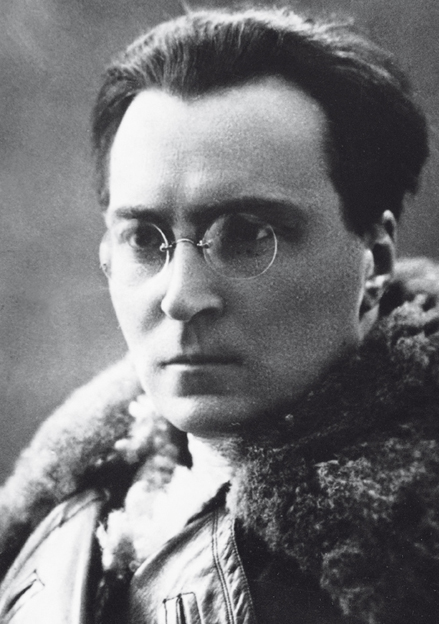
Victor Kilbaltchiche dit Victor Serge.
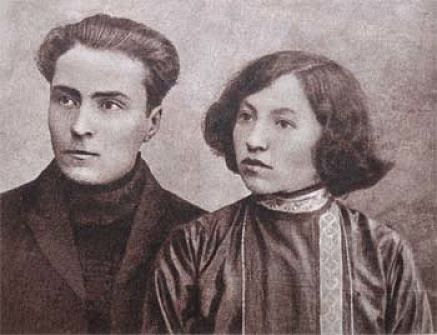
Victor Kilbaltchiche et Rirette Maîtrejean.

### Barbe Le Clec'h
Fille de Jean-Louis Le Clec'h, journalier, et de Françoise Bénéat, journalière, Barbe Marie Josèphe Le Clec'h dite veuve Mercier est née le 5 février 1891 au Faouët (Morbihan) et décédée à une date et un lieu inconnu,
 Aînée de trois enfants et orpheline de père, elle quitte l'école très tôt et est placée en tant que domestique à Faouët puis à Paris. Compagne de Marius Metge à partir de 1910, elle échappe à une arrestation en janvier 1912. Alors qu'elle se cache sous le nom de Marthe Mercier, chez Forget cambrioleur et faux-monnayeur, rue Du Couédic la police effectue une perquisition et trouve chez elle 950 francs en billets de banque et des bijoux volés par Marius Metge chez les époux Schmidt, aux Pavillons-sous-Bois chez lesquels elle avait servi comme bonne. Arrêtée le 4 janvier 1912, à son domicile de Garches avec son amant Marius Metge, elle est accusée de complicité et de recel pour ce cambriolage, et incarcérée à la prison Saint-Lazare.
 Atteinte de tuberculose, elle vit son état empirer pendant sa détention et est libérée pour raisons médicales le 15 août 1912.
À sa sortie de prison, elle vécut quelque temps dans les locaux du journal L'Anarchie au 30 rue des Amandiers puis rue des Panoyaux où elle est une nouvelle fois arrêtée le 9 novembre 1912. Jugée devant la cour d'assise de la Seine dans le cadre de l'affaire Bonnot, pour recel dans l'affaire de Thiais et dans le cambriolage des Pavillons-sous-Bois, en février 1913, et elle est acquittée. 
On ne sait pas ce qu'elle est devenue après cette date. D'après les petites-filles de son frère, elle avait deux enfants et était vivante en 1920 et selon Victor Serge elle serait morte de tuberculose peu de temps après le procès de février 1913.

### Rirette Maîtrejean
Fille de Martin Estorges et de Jeanne Brunie, Anna Estorges est née le 14 août 1887 à Saint-Mexant et décédée le 11 juin 1968 à Limeil-Brévannes. Arrivée à Paris en 1904, elle a 17 ans, elle prend des cours à la Sorbonne et dans les universités populaires, tout en travaillant en tant que couturière. Mariée en 1906 à Louis Maîtrejean, qui sera condamné à 5 ans de prison pour fausse monnaie et avec lequel elle aura deux enfants, elle part vivre à Champrosay un village de la commune de Draveil avec son amant Maurice Vandamme dit Mauricius. En 1910, elle fait la connaissance de Victor Kilbaltchiche avec lequel elle s'installe à Paris, au no 24 rue Fessart. Le 31 janvier 1912, ils sont perquisitionnés par la police. Interrogée, elle est placée en détention le 25 mars 1912 pour « complicité de vol par recel d'armes dérobées chez un armurier de la rue Lafayette », comme Jean-Marcel Poyer, mais elle est acquittée lors du procès.

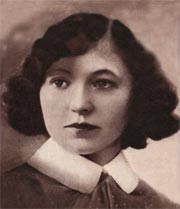
Rirette Maîtrejean.
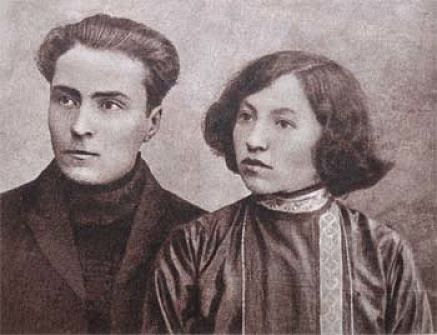
Victor Kilbaltchiche et Rirette Maîtrejean.

### Marius Metge
Fils de Thomas Albert Metge, cordonnier, et de Marie Joséphine Debay, Marius Paul Metge est né le 7 juillet 1890 au Teil (Ardèche) et décédé le 8 février 1933 à Cayenne.
Élevé par sa grand-mère, Élisa Thomas sage-femme au Teil, Marius Metge apprend le métier de cuisinier et arrive à Paris en 1910. Désigné pour le 2e régiment d'artillerie, il est déclaré insoumis le 4 décembre 1911 après avoir fui en Belgique où il rencontre Édouard Carouy, Octave Garnier, Jean De Boë et fait la connaissance de Barbe Le Clerc'h qui devient sa maîtresse.
Revenu en France en 1911, il s’installe à Romainville, avec sa maîtresse, et fréquentent le siège de L'Anarchie et commettent ensemble quelques cambriolages dans une villa de Pavillons-sous-Bois et au bureau de poste de Romainville. Arrêté le 4 janvier 1912, à son domicile de Garches avec sa maitresse Barbe Le Clerc'h, il est accusé lors du vol à Thiais d'avoir assassiné, avec Édouard Carouy, monsieur Moreau âgé de 92 ans et sa gouvernante Mme Arfaix,. Il est condamné le 27 février 1913, par la cour d'assise de la Seine à la peine de travaux forcés à perpétuité pour assassinats, vols qualifiés, complicité de vols qualifiés par recel et association de malfaiteurs, il est exclu de l'armée et mis à disposition du ministre des Colonies, il est envoyé au bagne de l'Île Saint-Joseph en Guyane française,.
Après plusieurs années de bagne, il obtient le poste de cuisinier du gouverneur. Libéré en 1931, en tant que relégué, il travaille en tant que cuisinier dans un restaurant à Cayenne, où il meurt le 8 février 1933 des suites d'une fièvre bilieuse.

### Étienne Monier
Fils de Jacques Monier et de Élisabeth Monier, propriétaires, Étienne Monier, dit Simentof dit Élie Étienne, est né le 20 avril 1889 à Estagel (Pyrénées-Orientales) et décédé le 21 avril 1913 à Paris.
Placé dès l'âge de douze ans en tant que jardinier fleuriste dans un château de la région, il devient rapidement un révolté et rejoint les anarchistes et accompagnera André Lorulot dans ses tournées.
Alors qu'il habite Arles-sur-Rhône, en tant que jardinier, il ne rejoint pas le 142e régiment d'infanterie et est déclaré insoumis en 1910. Il quitte alors la France et se réfugie en Belgique, en utilisant les papiers de Samuelis Simentov, où il rencontre Octave Garnier, Raymond Callemin et Édouard Carouy.
Fin 1910, le groupe revient en France, à Romainville où Victor Kilbaltchiche et Rirette Maîtrejean éditent le journal « L'Anarchie » et où il fait la connaissance de Jules Bonnot. Le 27 août 1911, alors qu'il est recherché pour un vol commis à Carcassonne, il se fait embaucher comme commis, sous le nom de Élie Étienne, par Antoine Gauzy et rencontre une jeune fille, Marie Besse, qui deviendra sa maîtresse.
Le 25 mars 1912, il participe au vol d'une automobile à Montgeron où le chauffeur est abattu, puis à l'attaque de l'agence de la Société générale à Chantilly, le même jour, au cours de laquelle deux employés sont tués,
C'est lui qui fera venir Jules Bonnot chez Antoine Gauzy, hébergement qui se terminera par une fusillade lors de l'intervention de la police. Le 24 avril 1912, il est arrêté dans un hôtel de Belleville.
À partir du 3 février 1913, il comparaît devant les assises de la Seine. Le 27 février 1913, à l’issue du procès, il est reconnu coupable d'assassinat pour les crimes de Chantilly et de Montgeron et guillotiné le 21 avril 1913 avec Callemin et Soudy,.

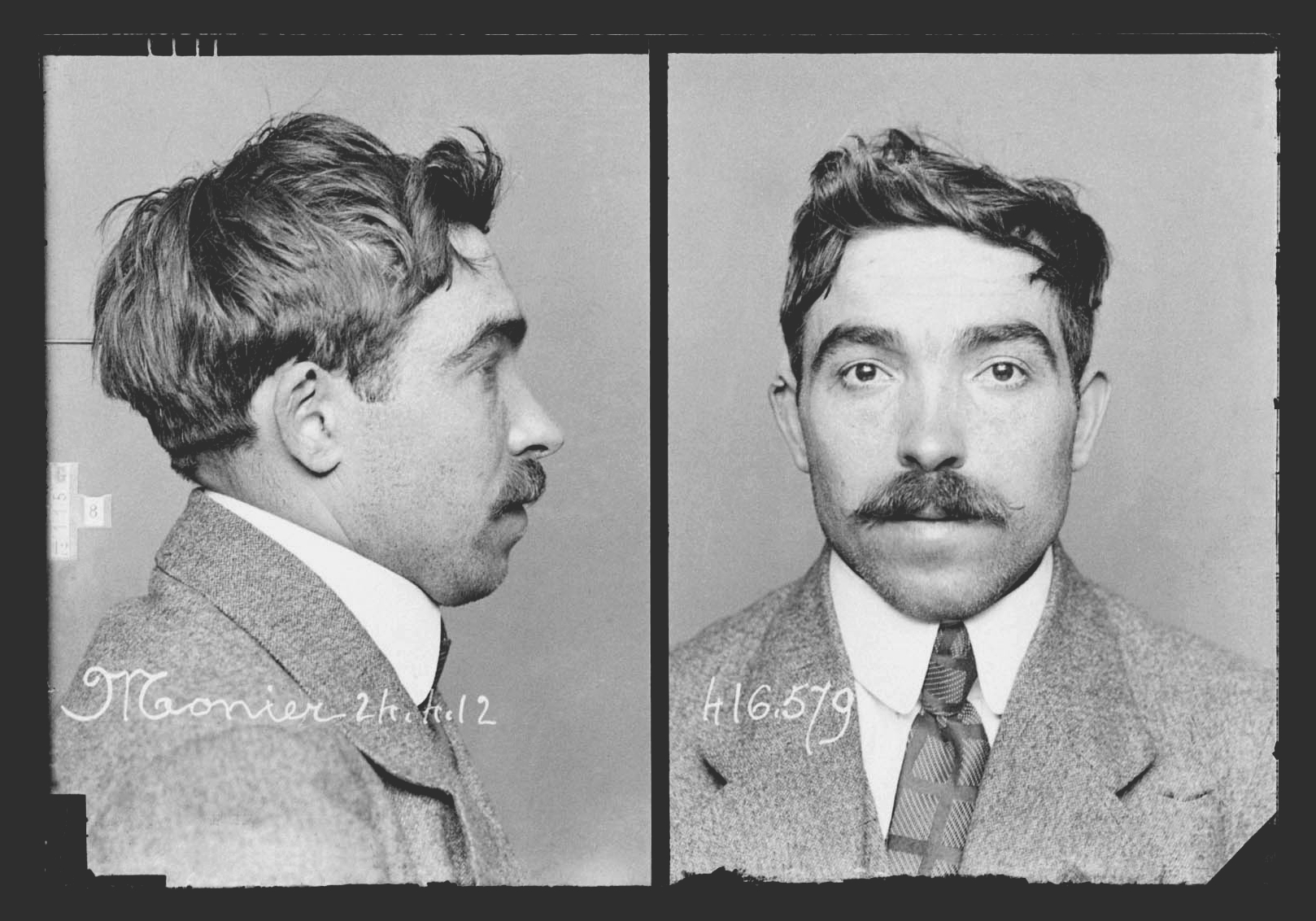
Photographie anthropométrique d'Étienne Monier.

### Jean-Baptiste Pancrazi
Pour les articles homonymes, voir Pancrazi.
Fils de Napoléon Pancrazi et de Alexandra Caddeo, Jean-Baptiste Pancrazi est né le 16 novembre 1882 à Bône dans le département de Constantine en Algérie Française et décédé le 13 janvier 1970 dans le 6e arrondissement de Lyon.
Il fréquente le milieu libertaire anarchiste lors de « Causeries populaires » et y rencontre des membres de la bande à Bonnot comme Pierre Cardi, Antoine Gauzy et Crozat de Fleury Alors qu'il demeure 10, rue Pelouze, Jean-Baptiste Pancrazi est arrêté, avec Henri Crozat de Fleury le 27 avril 1912 devant le bazar Monceau, 63 boulevard des Batignolles,. Accusé d'avoir participé à la négociation des titres financiers provenant d'un vol commis à Thiais par Édouard Carouy et Marius Metge, d'avoir vendu des statuettes en ivoire dérobées à un marchand ambulant à la gare de Saint-Germain-en-Laye par Carouy il est tout de même remis en liberté le 6 mai avant de bénéficier d'un non-lieu en septembre. Reparti à Bône, il est, le 16 décembre 1914, exempté du service militaire pour une hernie épigastrique il est toutefois reconnu apte au service auxiliaire. Le 15 février 1915 il est appelé sous les drapeaux mais maintenu dans le service auxiliaire et reste en Algérie. Le 16 septembre 1916 il passe au centre automobile du 13e régiment d'artillerie à Lyon avant de passer au 14e escadron du train le 14 mai 1917 avec lequel il rejoint le front italien. Mis en congé de démobilisation le 3 mars 1919 par le 19e escadron du train à Constantine, il rentre en métropole et est signalé comme demeurant à Paris, 29 rue de l'Arcade, le 3 mars 1919 puis à Marseille 6 rue Pavillon le 21 février 1921 et décède le 13 janvier 1970 dans le 6e arrondissement de Lyon.

### Joseph Platano
Giuseppe Sorrentino, plus connu sous le nom de Joseph (Giuseppe) Platano mais aussi sous les noms de Mandino ou Mandolino est né le 30 novembre 1883 à Peveragno dans la région du Piémont en Italie et décédé le 27 novembre 1911 au Châtelet-en-Brie (Seine-et-Marne).
En 1908, il quitte l'Italie pour Toulon, où il demeure 29 rue Pomet. Le 18 mars 1909. Signalé comme « dangereux anarchiste », il est emprisonné après qu'une perquisition ait permis de découvrir à son domicile, rue des Savonniers à Toulon, un revolver et des brochures de propagande anarchiste et antimilitariste. En juin 1909, il quitte Toulon et emménage à Lyon, d'abord 17 rue d'Inkerman puis 36 rue Moncey où il fait connaissance de Jules Bonnot.
Alors qu'il vient d’hériter de 27 000 Francs, Platano propose à Bonnot de s'associer pour fonder un commerce. Après avoir volé à Vienne une automobile, Bonnot et Platano prennent le chemin de Paris et le 27 novembre 1911 et arrivés près de la ferme de la Fauconnière au Châtelet-en-Brie, deux détonations sont entendues par des témoins. Joseph Platano est retrouvé, mort, avec deux blessures à la tête,,,. Bonnot affirma que Platano s’étant blessé en manipulant son browning, il avait dû l’achever,.

### Marcel Jean Poyer
Fils de Jean-Baptiste Paul Poyer (1865-1928) et de Victorine Berthe Luquet (1867-1943), Marcel Jean Poyer est né le 6 juin 1891 à Genève et décédé à Montfermeil le 19 mai 1976,,,.
Exerçant la profession de mécanicien, il est condamné plusieurs fois, et entre en relation avec des membres de la bande à Bonnot rencontrés à Paris ou il demeure au 21 rue Meslay, de la fin 1910 à mars 1911, avant de déménager à la cloche de bois au 121 rue Saint-Maur mais aussi 66 rue de la Plaine à Boulogne-Billancourt. 
Ami de Kléber Bénard, ils se prétendent tous deux frères en prenant les identités de « Robert Bontemps et Philibert Bontemps »,
Il est arrêté le 20 juin 1912, au moment où il quittait, en fiacre, l'hôtel du Compas d'Or, situé 72 rue Montorgueil, alors qu'il portait sur lui un poignard, deux brownings, un Smith & Wesson, trois chargeurs de rechange et quarante-deux cartouches à balles blindées ainsi que d'une certaine quantité de cyanure de potassium. La police trouva dans ses bagages, composés de plusieurs malles, qui contenaient outre un attirail extrêmement perfectionné de faux monnayeurs des pinces-monseigneur, des scies à métaux, des lampes électriques, des fausses-clés, deux flacons de chloroforme, un bâton de pâte rouge pour les lèvres, un cahier de formules pour la fabrication des explosifs, des vêtements, des lettres expédiées de Suisse et de Belgique ainsi que de nombreux objets volés. La police perquisitionne ensuite sa dernière habitation, 48 avenue Secrétan, qui y trouve quatre révolvers dont un Smith & Wesson, un poignard, un attirail complet de cambrioleur, deux masques de drap noir, deux cartouches, une collection de journaux se rapportant à la mort de Garnier et Valet à Nogent-sur-Marne et une marmite de fonte destinée vraisemblablement à être transformée en bombe. Il est alors inculpé, comme Rirette Maitrejean pour « complicité de vol par recel d'armes dérobées chez un armurier de la rue Lafayette ».
Il comparait aux assises de la Seine, avec le reste de la bande, et est condamné, le 27 février 1913, à cinq ans de réclusion et cinq ans d'interdiction de séjour pour « port d'arme prohibée et complicité de vol qualifié ».
En détention à la maison centrale de Beaulieu dans le Calvados il est libéré de sa peine le 21 juin 1917 et effectue la campagne contre l'Allemagne du 9 août 1917 au 27 septembre 1919 dans la 3e section d'exclus métropolitains à Montpellier.
Le 11 mars 1920, il est condamné par le tribunal correctionnel de la Seine à 2 mois de prison pour infraction à interdiction de séjour. En 1924, il demeure 43 rue de Saintonge à Paris et, en 1937, 26 rue Beaucourt à Saint-Cloud.

### Charles Reinert
Fils d'André Reinert et d'Arséline Augustine Signot, Charles Reinert est né le 16 mars 1874 à Vitry-le-François (Marne) et décédé le 23 janvier 1949 dans le 15e arrondissement de Paris.
Appelé sous les drapeaux il est exempté en 1895 pour « atrophie du membre supérieur droit ».
Il se marie le 8 juin 1896 à Vitry-le-François avec Lucie Eugénie Chenut.
Ouvrier fondeur, il est inscrit comme anarchiste et antimilitariste, au début des années 1900, pour avoir pris la parole, dans le département de la Marne, lors des Causeries populaires organisées par Albert Libertad il s'installe en 1907 à Nancy et travaille chez un marchand de charbon et fréquente les frères Bill et fait la connaissance de Callemin, Garnier, Bonnot et Dieudonné.
En mars 1912, alors qu'il demeure rue du Faubourg-Stanislas à Nancy, il est le seul témoin, avec Émile Bill, à fournir un alibi à Eugène Dieudonné en déclarant l'avoir rencontré, souffrant, chez sa mère rue Boudonville, le jour de l'attentat de la rue Ordener à Paris que la police ne croit pas.
Arrêté, à la suite d'une dénonciation, le couple est incarcéré à Paris en mai 1912 sa femme étant toutefois libérée en août 1912. Le 28 février 1913 Charles Reinert est condamné à un an de prison pour recel de malfaiteurs par la cour d'assises de la Seine.
Lors de la mobilisation de 1914, ne se présente pas. Affecté au 161e régiment d'infanterie, il arrive au corps le 28 mars 1915 puis est réformé no 2 pour « atrophie musculaire du bras droit » le 22 avril 1915.
Il meurt le 23 janvier 1949 dans le 15e arrondissement de Paris.

### Louis Rimbault
Enfant naturel de Prudence Désirée Réchaussat (1854-?), couturière, Louis Rimbault est né (sous le nom de Louis Réchaussat) le 9 avril 1877 à Tours et décédé le 10 novembre 1949 à Luynes. Il est reconnu et légitimé le 11 août 1880 lors du mariage de sa mère avec Charles Rimbault (1851-1929), ouvrier serrurier, et porte désormais le nom de Louis Rimbault.
Ainé d'une famille de huit enfants et d'un père alcoolique il apprend le métier de serrurier tôlier et se déplace de ville en ville pour chercher de l'ouvrage et alors qu'il habite à Paris, 26 passage Saint-Ange, il épouse Marie Clémence Charlotte Paquet le 14 décembre 1899.
Appelé sous les drapeaux il est dirigé, le 14 décembre 1898, sur le 151e régiment d'infanterie. Revenir à la vie civile en 1899, le couple demeure 236 rue du Faubourg-Saint-Martin, puis ouvre une quincaillerie place de la Gare à Livry-Gargan. Vers 1903 il est élu conseiller municipal sur une liste socialiste-radicale-socialiste de la ville et il se porte candidat aux élections législatives en 1909. Après avoir tenté une expérience de communisme libertaire à Bascon, près Château-Thierry il revient en région parisienne, aux Pavillons-sous-Bois, et devient conseiller municipal de la commune, et fréquente le siège de L'Anarchie à Romainville ou il rencontre Octave Garnier. 
Ayant déguerpi le 8 janvier 1912 lors de la perquisition de sa demeure rue du Coq-Gaulois aux Pavillons-sous-Bois, Louis Rimbault est finalement arrêté par la police pour complicité pour avoir accueilli Carrouy et d'autres membres de la bande à Bonnot et leur avoir fourni des armes,. Simulant les signes d'une démence avancée, il arrive à se faire interner à l'asile de Villejuif. Il parvient ainsi à échapper au procès et à toute sanction. Le 23 mai 1913 il est réformé no 2 pour « débilité mentale »
Le 7 mars 1915, il est néanmoins appelé à l'activité mais placé en sursis d'appel comme mécanicien ajusteur aux Établissements Licot frères, 93 rue Pelleport à Paris puis aux Établissements Huré et Cie, 7 rue du Congo à Pantin et passe le 1er juillet 1917 au 1er régiment de zouaves. Le 22 février 1918, il est réformé pour « dépression mélancolique, céphalée, asthénie et crises nerveuses » mais il est passé tout de même au 23e régiment d'infanterie coloniale avant d'être une nouvelle fois réformé le 26 août 1918 pour « psychose périodique avec accès récidivants de mélancolie ».
Veuf depuis 1927, il se marie à Luynes le 17 mars 1938 avec Léonie Blanche Pierre et meurt dans cette même ville le 10 novembre 1949.

### Léon Rodriguez
Fils d'Eugène Antoine Rodriguez (1830-?), artiste dramatique, et de Léonie Thérèse Étave (ca 1850- ?), brodeuse, Léon Armand Rodriguez, alias Édouard Leduc, Benjamin, Ernest Bertran, Lecocq, Pascual Bolamar, Roger Duès, Sieronski ou encore Fernand Delgado est né le 16 février 1878, 28 rue Caumartin dans le 9e arrondissement de Paris, et décédé le 17 août 1969, dans le 10e arrondissement de Paris.
Alors qu'il demeure 108 rue du Faubourg du Temple, il est condamné le 20 juin 1896 par la cour d'appel de Paris à trois mois de prison pour outrage aux bonnes mœurs, puis le 24 janvier 1898 à six jours de prison pour port d'arme prohibé par le tribunal correctionnel de la Seine.
Engagé volontaire pour trois ans le 4 décembre 1899 à Paris, 9e arrondissement pour le 1er régiment d'infanterie de Marine. Manquant aux appels du 1er janvier 1900, il est déclaré déserteur le 31 janvier 1900. réfugié en Belgique il en est expulsé par arrêté du 15 juin 1899 en raison de ses pratiques anarchistes et part pour l'Angleterre ou il est condamné, en 1900, à neuf mois de hard labour pour fabrication de fausse monnaie qu'il purgea à la prison de Dartmoor. Revenu en France le 11 novembre 1901 il est condamné par la cour d'assise de la Seine à cinq ans de réclusion et cent francs d'amende pour fabrication de fausse monnaie. Mis à la disposition du ministère de la Guerre le 16 mai 1902, il bénéficie de la loi d'amnistie du 27 décembre 1900 il quitte la maison centrale de Melun le 29 juin 1904 pour être dirigé immédiatement sur le dépôt des sections métropolitaines d'exclus à Aïn el Hadjar, il ne rejoint pas et manque aux appels du 30 juin 1904 et est déclaré déserteur le 1er août 1904. On retrouve sa trace en Angleterre où il est à nouveau condamné en 1906 à sept ans de travaux forcés pour émission de fausse monnaie. Revenu en France, sous le nom de Lecocq, considéré comme individu dangereux, il vit en concubinage, fait de fréquents voyages en Belgique et est soupçonné d'avoir participé à l'attentat de la rue Ordener et arrêté 22 rue du Barbier-Maes à Lille le 12 mars 1912. Lors de la perquisition, il déclare se nommer Fernand Delgado né à Buenos Aires et âgé de 33 ans et les policiers trouvent chez lui 500 francs en billets, 247 francs en monnaie, deux kilos de fausses pièces de 10 francs prêtes à être dorées, du plomb, de l'antimoine, de l'ammoniaque et des liasses de lettres avec les noms des individus recherchés par la sûreté pour l'attentat de la rue Ordener.
Acquitté lors du procès de la bande à Bonnot, il est toutefois condamné le 24 juillet 1913, par la cour d'assises du Nord, à huit ans de travaux forcés et à la relégation pour fabrication de fausse monnaie d'or française.
Le 24 octobre 1913 il est mis à la disposition du ministère des colonies et envoyé au bagne en Guyane, d'où il s'évade le 2 juin 1915 mais il est repris 5 jours après. Il s'évade de nouveau le 17 avril 1920, en remontant l'Orénoque. Parvenu au Vénézuela où il s'installe en tant que professeur d'anglais, avant de rejoindre la Colombie puis New-York sous le nom d'Ernest Bertran.
En 1932, devenu Benjamin Bolamar, il rentre en Europe et donne des conférences à Paris. 
En 1933, il fait établir un passeport au Venezuela sous le nom d’Édouard Leduc.
En 1934, sous le nom d'Ernest Bertran, il est au Costa Rica où il adhère à la colonie libertaire de Mastatal,. Découvert, il est arrêté à Puerto Cabello, emprisonné puis extradé pour la France. Mis sur un bateau pour Fort-de-France, il parvient à s'échapper à Port-au-Prince puis à gagner Turin.
En 1939, il se réfugie en Suisse, sous le nom de Sieronski et devient vendeur de savon camelot à Lausanne. En avril 1940 il est arrêté à Genève pour défaut de patente. Ses empreintes digitales permettent de l'identifier. Il est alors interné à Witzwil d'où il parvient une nouvelle fois à s'évader puis à regagner Lausanne, où il prend une nouvelle identité.
En 1945 il regagne l'Italie. Le 1er juin 1949 il est signalé comme pouvant être en Italie et bénéficie la même année d'un recours en grâce par la cour d'appel de Douai.
En 1950 il retourne au Costa Rica avant de retourner en Italie jusqu'en 1958 où il se rend au Venezuela d'où il se fait rapatrier en France, par le consulat, où il termine sa vie dans une maison de retraite d'Issy-les-Moulineaux.
Il meurt dans le 10e arrondissement de Paris le 17 août 1969.

### André Soudy
Fils d'Albert Eugène Soudy (1859-1914), plâtrier, et de Juliette Palmyre Alexandrine Laluque (1858-?), André Soudy, alias Lambert ou Bécamelle, est né le 23 février 1892, à Beaugency et décédé le 21 avril 1913, à Paris,.
Soudy participe le 25 mars 1912 au vol d'une automobile, à Montgeron, où le chauffeur est abattu puis de l'attaque de l'agence de la Société générale à Chantilly, le même jour, au cours de laquelle deux employés sont tués. Alors qu'il est hébergé par le couple Baraille, il est arrêté le 30 mars 1912 devant la gare de Berck-Plage et est guillotiné le 21 avril 1913, devant la prison de la Santé, sans avoir jamais tué personne, avec Monier et Callemin,.

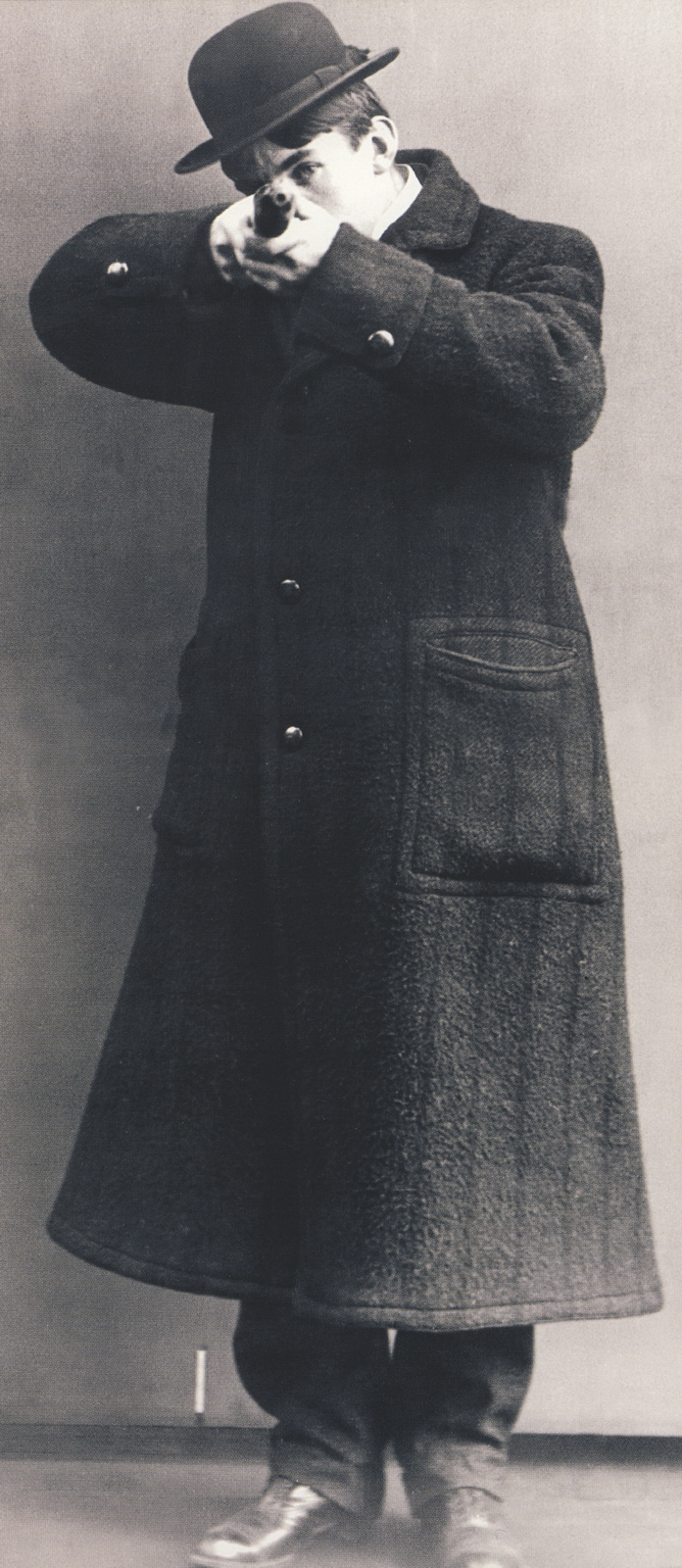
André Soudy en 1911.
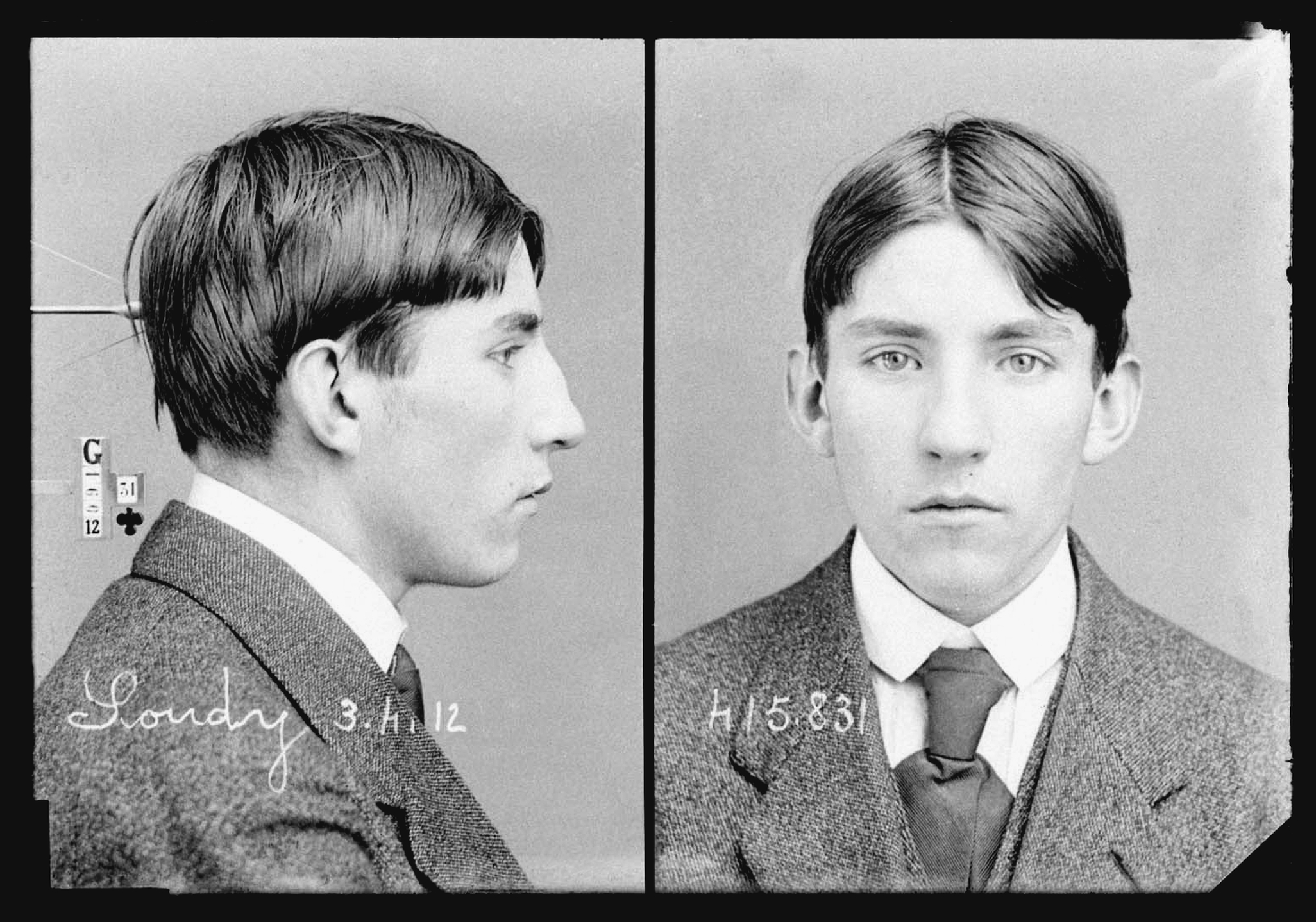
Photographie anthropométrique d'André Soudy.
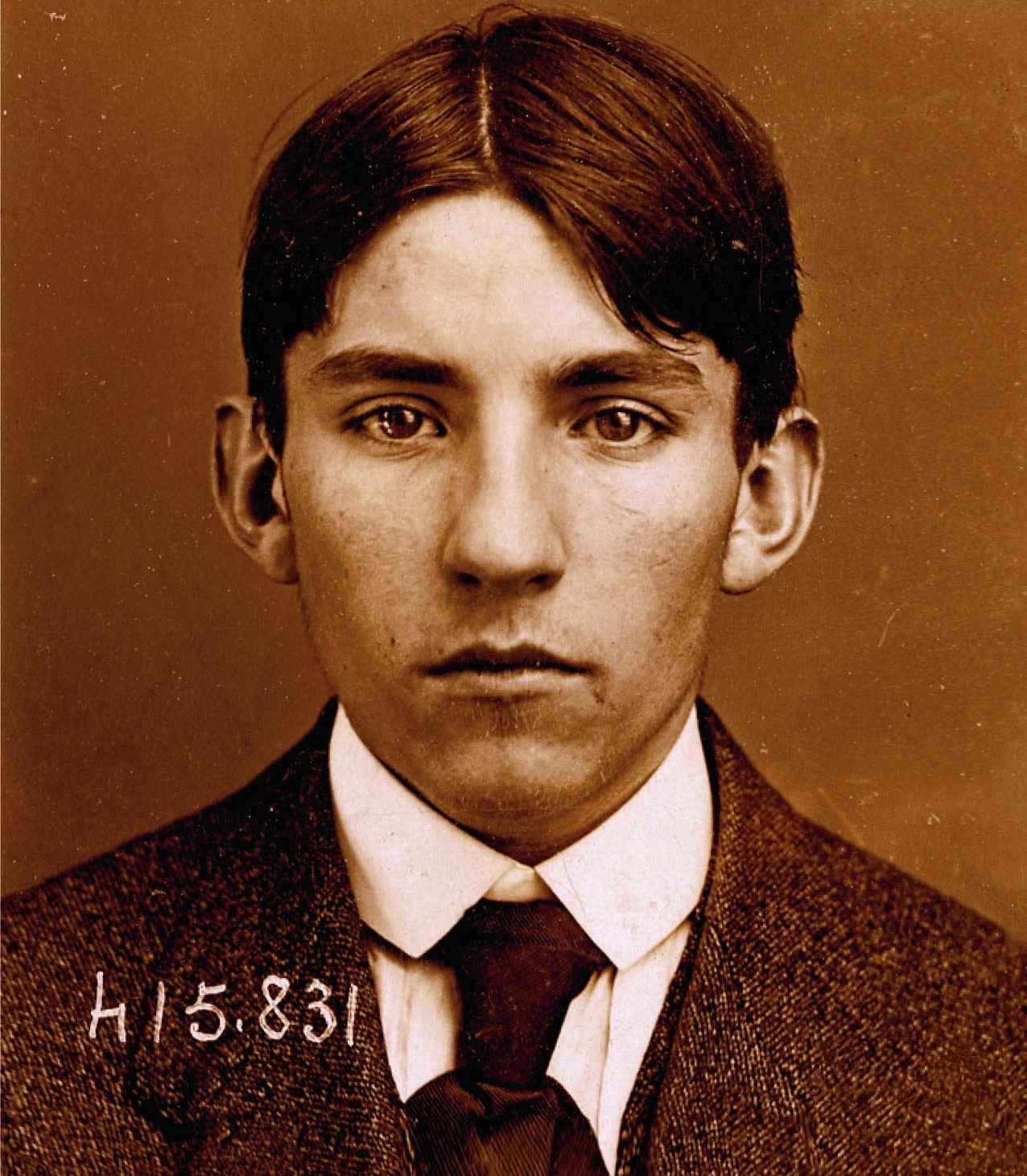
André Soudy.

### Judith Thollon
Fille de Jean Henri Denis Magaud (1858-1908), journalier, et de Sophie Louise Augustine Dêperdu (1867-?), couturière, Judith Jeanne Baptistine Magaud est née, le 3 mai 1884, dans le 2e arrondissement de Lyon. Elle est l'épouse de Jean-Baptiste Thollon (1876-?), gardien des cimetières de la Guillotière à Lyon. Judith Thollon est l'une des maîtresses de Jules Bonnot.
Le couple qui héberge occasionnellement, à partir de 1909, Jules Bonnot subit, le 2 décembre 1911, une perquisition dans laquelle la police découvre un butin et du matériel pour cambriolage. Arrêtée et incarcérée, avec son mari, après la fuite de Bonnot de Paris en 1911, elle est condamnée, en 1912, pour complicité à 4 ans de prison. Elle meurt, le 25 septembre 1914, à la maison centrale de détention pour femmes de Montpellier.

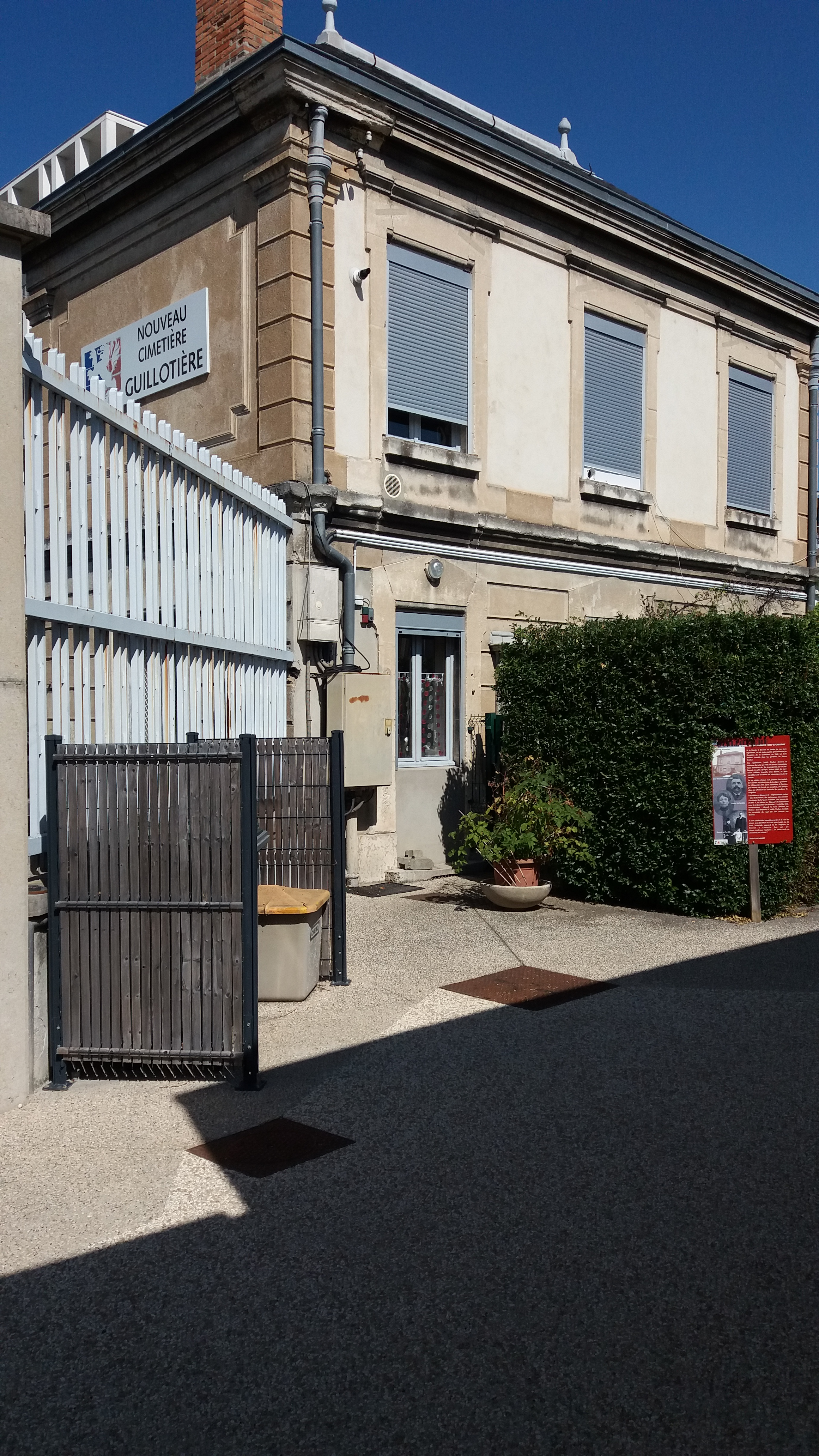
Maison des époux Thollon au cimetière de La Guillotière.

### René Valet
Fils de Léon Jean-Baptiste Valet (1846-1937), entrepreneur de travaux public, et de Marie-Thérèse Hamaide (1856-1934), André René Valet est né le 27 mai 1890 à Verdun et décédé le 15 mai 1912 à Nogent-sur-Marne,. 
Mécanicien, il demeure 92 boulevard de Port-Royal et fréquente les milieux anarchistes. En 1910 il part en Belgique, pour échapper au service militaire, où il rencontre Octave Garnier. Revenu en France, il fréquente Victor Kibaltchiche, Rirette Maitrejean et Raymond Callemin qui éditent le journal "l'anarchie" alors installé à Romainville et fait la connaissance d'Anna Dondon qui devient sa compagne. Il rejoint Marius Metge à Garches puis après l'arrestation de celui-ci il se cache avec Garnier avec lequel, le 25 mars 1912, il fait partie de l'équipe lors du vol d'une automobile, à Montgeron, où le chauffeur est abattu puis de l'attaque de l'agence de la Société générale à Chantilly, le même jour, au cours de laquelle deux employés sont tués. Dernier membre de la bande à Bonnot en liberté, avec Garnier, ils sont traqués par la police, et se réfugient dans un pavillon de Nogent-sur-Marne, au no 9 rue du Viaduc, ou ils sont repérés le 14 mai 1912. Assiégés par 50 détectives, 250 agents de police de Paris, des gardes républicains, et 400 zouaves du fort de Nogent, et 9 heures de fusillades nourries, ils succombent, le lendemain, lors de l'assaut, sous les coups des mitrailleuses lourdes et de dynamite,,.

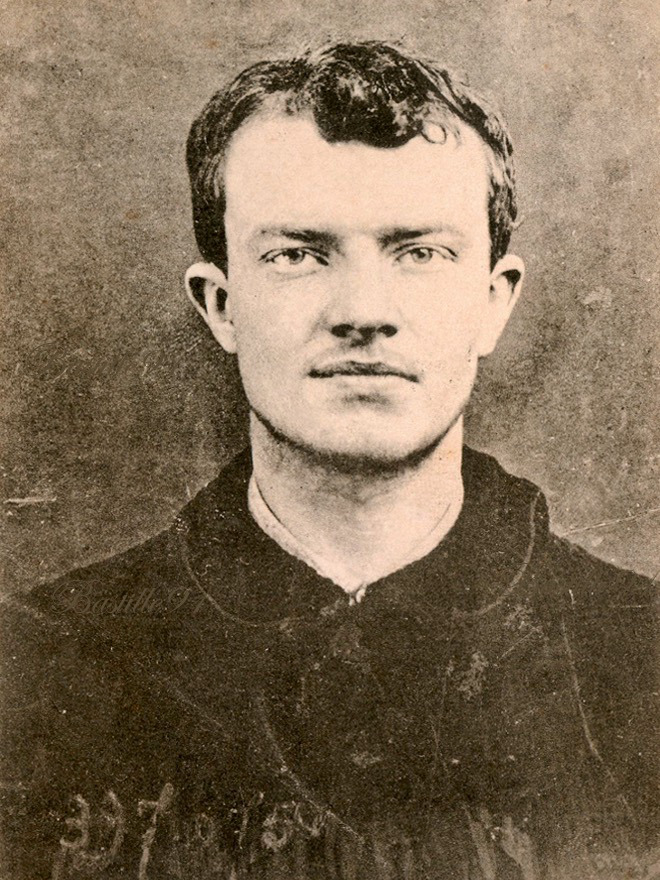
René Valet en 1912.
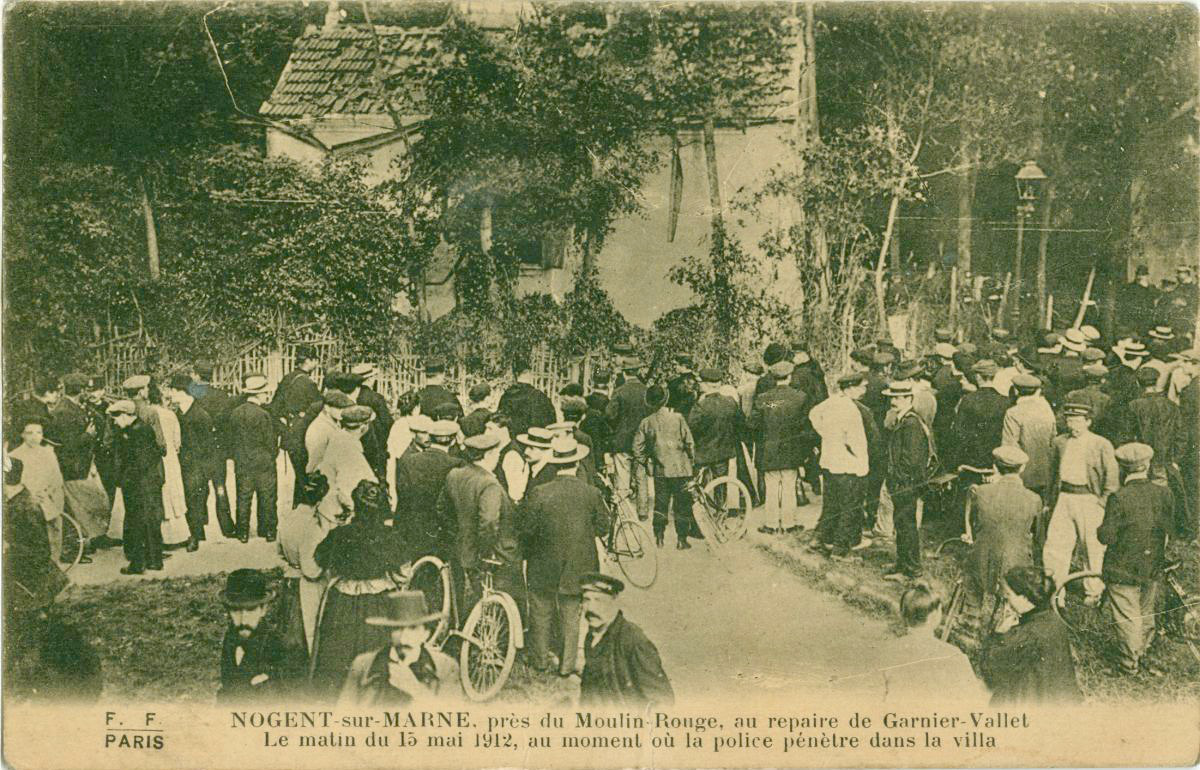
Le pavillon de Nogent-sur-Marne, au no 9 rue du Viaduc, ou Valet et Garnier sont retranchés.
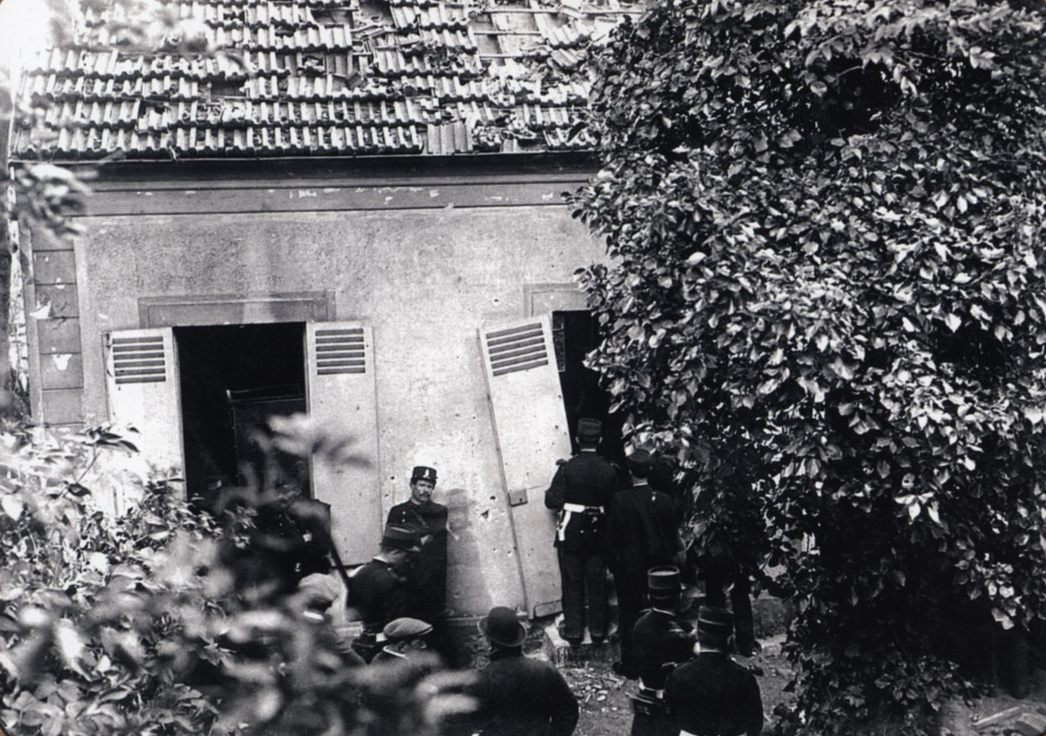
La police entre dans le pavillon de Nogent-sur-Marne ou Valet et Garnier étaient retranchés.
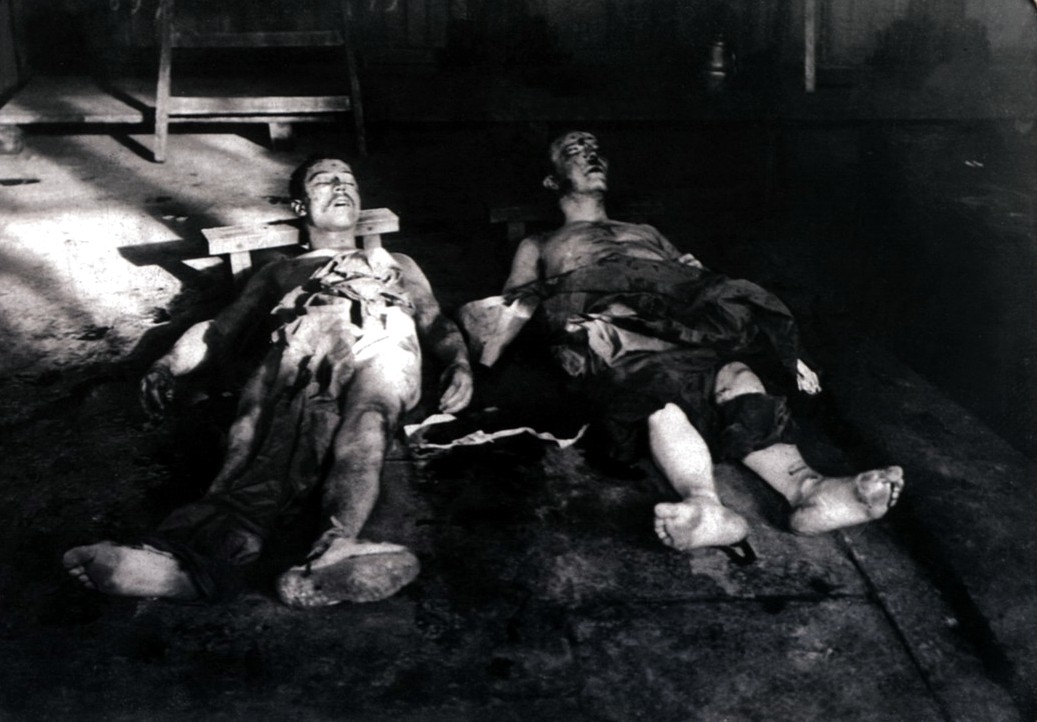
Cadavres de René Valet et Octave Garnier.

### Marie Vuillemin
Marie Félicie Vuillemin, dite Marie la Belge, est née le 11 mai 1889 à Mons et décédée à Charleroi en 1963,,.
Mariée à un mari violent du nom de Schoofs, elle le quitte et rencontre, dans le café où elle travaille, Octave Garnier qui devient son amant.
Arrêtée une première fois le 21 janvier 1912, elle refuse de parler, mais lors d'un second interrogatoire le 17 mai 1912, elle se serait montrée plus coopérative et aurait facilité la localisation de son amant, à moins qu'elle ait été filée par la police.
À l'issue du procès de la bande à Bonnot, en février 1913, elle est acquittée et remise en liberté.